# 咒術迴戰角色列表
本列表為芥見下下所創作的少年漫畫作品《咒術迴戰》中登場人物介紹，並包含角色在電視動畫版的日本、台灣國語、香港粵語版本配音員。
香港粵語配音方面是採用統一配音陣容（俗稱「通版」），無論在不同平台播放也會沿用該版本，如Viu或TVB將不會重新配音。但第二季起不會再採用第一季及劇場版的配音陣容，而是重新進行「大洗牌」，因此稱作「通版2」作識別用途。

## 角色设计
芥见下下在设计本作的角色时，抱着让这些角色成为少年漫画中经典的想法进行创作，他认为这样才能吸引读者的注意力。芥见认为在该漫画中，每个角色都按照自己的價值觀行事，不能用通常的“好人”与“坏人”或者他们行事是“对”与“错”来进行评价。不过幽遊白书的仙水忍给芥见一些灵感，使他设计出了能够让读者产生共鸣的、以毁灭人类为目标的反派。

## 主要角色
虎杖悠仁（Itadori Yūji）
配音：榎木淳彌（日本）；江志倫（台灣）；張預東〈通版1〉／黃尉斯〈通版2〉（香港）
生日3月20日。本作主角。粉色頭髮為其特徵，性格樂天，有極強的運動神經，同時有超乎常人的身體能力。是可以做到3秒50米以及一拳打穿没有钢筋的墙壁的人。父母雙亡，撫養他成長的祖父也在故事開頭去世。東京咒術高專一年級男學生，原就讀杉澤第三高中，在吞下兩面宿儺的手指後，成為宿儺的容器，並加入東京咒術高專。對自己的生命看得很豁達，如果是為了拯救他人的生命會很樂意犧牲。發覺自己的弱小後渴望變強，避免被宿儺支配身體，積極向五條學習成為「最強」，下定決心在「殺死」真人之前不會輸給任何人。
修行「徑庭拳」，因為本身咒力傳遞慢一拍，再加上身體能力超群地一擊，雖然咒力弱但效果是一般咒術師的120%力量，正面承受傷害的後果不可小看。主要戰法是利用自己過人的身體能力配合咒力的近身打擊戰，因為體內寄宿著宿儺靈魂的緣故，對其靈魂的攻擊都會被宿儺視為挑釁而遭致其反殺。因為是透過宿儺手指才開始掌握到咒力而非天生的術師，所以無法使用術式，五條則心想作為宿儺容器的虎杖某天將能得到對方的術式刻印。在交流會與東堂對戰時，因東堂視其為摯友。東堂為了讓他變得更強，而逐步引導他在咒力上的正確使用方法，最終成功習得咒力打擊所產生的自然現象「黑閃」。
在澀谷事件中，在目睹七海與釘崎相繼被真人殺害後，曾一度崩潰，無法戰鬥，後東堂到場，便在東堂的鼓舞下重新振作，並與東堂一起對抗真人，後更是以「黑閃」擊敗變為遍殺即靈體的真人。
澀谷事件後與脹相祓除咒靈，遭遇了想追殺伏黑的直哉與準備來對自己行刑的乙骨，在與乙骨激戰後因受到里香的阻撓而心臟被刺落敗，醒來後發現傷口已被治癒，也從中得知乙骨是為了取信於高層而演了這齣戲，之後伏黑前來會合，並受他所邀平定死滅迴游。
在死滅迴游中，為了獲取拯救津美紀所需的分數而與日車見面，說服未果後與其交戰，在領域審判中針對澀谷事件一事主動認罪，虎杖認為那是自己的責任，審判者也因此判其死刑，但虎杖的態度卻也令日車回想起當初做為律師的初衷，受其感動的他決定解除術式，而被虎杖打飛。之後日車主動將分數用於追加泳者之間可轉讓分數的規則，並轉給虎杖一分後，日車便與虎杖道別。
新宿決戰前因宿儺將自身手指咒物化強行餵給伏黑，成功轉移並支配伏黑身體，而失去了左手的無名指。因體內已刻下宿儺的術式，而將自身的尾指讓「里香」攝取，以便乙骨模仿宿儺的「御廚子」。
新宿決戰中見證五條戰死，之後與日車等人組隊襲向宿儺，試圖透過直達靈魂的打擊能力，將宿儺與伏黑的肉體同步率下降，削弱宿儺對其肉體的掌控程度與咒力輸出，在乙骨以「邪去悔之梯」重創宿儺，再次將拳頭打進伏黑的身體裡想喚醒他，未料此時伏黑早已放棄生存，最終遭宿儺以「解」擊中胸口，為了修復傷勢而暫時退出戰線。之後在拉魯術式的協力下，成功以「黑閃」擊中宿儺，在連續的「黑閃」狀態下，虎杖成功覺醒，使出了在受肉當下便已刻在身體內的「御廚子」，對宿儺乘勝追擊。後用簡易領域（與日下部互換靈魂的訓練下習得）抵抗宿儺不完整的領域展開，當斬擊隨之停止，面臨宿儺的火焰術式「竈」。在脹相的犧牲下，得以存活，並殘留燒傷疤痕。之後與突入戰場的東堂相遇，與因展開領域而暫時進入難以使用術式狀態的宿儺繼續交戰。就在宿儺試圖再次展開領域之時，看見了轉移至五條身體的乙骨出現在自己眼前。在乙骨領域破碎後，透過束縛限定術式對象，在宿儺與伏黑靈魂的分界線上使出「解」，試圖分裂二者的靈魂，並不間斷的發動「御廚子」，使其認定自己的殺手鐧只有靈魂「解」。虎杖而後回想起五條在漏瑚戰途中，向自己介紹領域效果的往事，並趁機展開必中的領域，此時虎杖罕見的以歡快的態度邀請宿儺，向其介紹自己的家鄉，想在這樣的交流過程中試圖讓宿儺體會凡人重視的平凡之物，也從中體認到祖父生前重病時拒絕接受治療、惠拒絕接受救援的背後含意。之後在釘崎久違以「共鳴」的協助之下，領域的必中效果靈魂「解」二度重創宿儺，並與逕庭拳相互搭配，虎杖再次以「黑閃」擊中宿儺，成功將宿儺從伏黑身上剝離，在宿儺完全崩毀前，虎杖以手心捧著宿儺，表達想與他共存的理念但不被接受，最終見證宿儺消散。
新宿決戰後與伏黑與釘崎會合，因五條生前已將事項告知給自己，故而沒收到五條的遺筆信，之後三人前去探望乙骨的現況。
故事尾聲時仍和伏黑、釘崎行動，幫助被詛咒困擾的人群。芥見下下在加筆篇「尾聲 小澤優子」篇交代虎杖後續返回仙台整理祖父家的物件，和中學時期的同學小澤優子重逢。
「逕庭拳」
逕庭拳源於本身咒力傳遞慢拍，再加上身體能力超群第一擊雖然咒力弱，但效果是一般咒術師的120%再加上後來的咒力，正面承受傷害的後果不可小看。在澀谷事件中已能將雙重衝擊給運用自如。
「黑閃」
當打擊與咒力的衝擊之間的誤差在0.000001秒之内時產生的空間扭曲。當使出黑閃時，咒力的顏色會變成黑色，威力大致為普通攻擊的2.5次方。沒有咒術師能主動用出黑閃，但據說能夠施展黑閃和不能使用的人在對咒力的領悟上有著天壤之別，用出黑閃後甚至會短暫進入類似運動員的「Zone」狀態，短期內成功的機率會大幅上升。
「反轉術式」
在與乙骨互換靈魂的訓練下習得。
術式「赤血操術」
在吞下剩餘的九相圖後獲得。目前已展現過穿血與脹相的超新星。因習得時間有限，加茂建議虎杖專注在止血方面的技巧就好。
術式「御廚子」
在打出黑閃進入覺醒狀態後激發，曾作為宿儺受肉體而被刻下的術式。與宿儺不同，虎杖在使用術式時會有剪刀般的裁切線。
「新陰流·簡易領域」
在與日下部互換靈魂的訓練下習得。
「領域展開」
內部為宮城縣仙台市的樣貌，必中效果為靈魂「解」。
伏黑惠（Fushiguro Megumi）
配音：內田雄馬、藤原夏海【幼年】（日本）；宋昱璁、連思宇【幼年】（台灣）；周良鴻〈通版1〉／林筠翔、李蔓宜【幼年】〈通版2〉（香港）
生日12月22日。虎杖的同學，有禪院家血脈的天才少年。東京咒術高專一年級男學生，二級咒術師。相貌清秀，特徵是黑色的刺蝟頭。入學第一年就被冠以二級咒術師稱號的天才少年。性格冷靜沉著，行事亦相當謹慎，不論觀光或任務都會事先將資料收集完整。信念是為讓更多善人得到平等的救助，而不平等的去救人。相比起憑自己拼死去獲得勝利，更常以自己的死去替同伴換來勝利。
使用術式「十種影法術」，擅長使用以自身影子作為媒介的式神術，為禪院家所傳承的咒術之一，以手勢變化成動物姿態後從影子裡喚出式神，但式神若被完全破壞就無法再次使用，被破壞的式神術式與力量則會被其他的式神繼承，缺點是不擅近戰，也為了要做出特定手勢而無法使用咒具。目前已知的式神有：玉犬（2隻，白色已被破壞，力量已由渾繼承）、大蛇（已破壞，力量已由鵺繼承）、脫兔、蝦蟆、滿象、鵺、円鹿、貫牛、虎葬、八握劍異戒神將魔虛羅（未調伏）。與特級咒靈交戰中釋放潛力，成功習得不完全的領域展開「嵌合暗翳庭」，能夠依靠實體建築構建領域範圍。
在澀谷事件中，與七海建人和豬野琢真一起行動，在得知五條悟被封印後與虎杖匯合，二人聯手對戰詛咒師粟坂二良，破解了其的術式特性後與虎杖配合將其擊敗，後展開領域闖入陀艮的領域與其對抗，為七海等人爭取時間，後甚爾憑藉其用領域開出的缺口闖入並祓除了陀艮讓領域解除，後憑直覺選到自己，便與其展開短暫的交戰，後被其問姓氏為何，對方在得知自己姓伏黑後便笑著自盡。
在死滅迴游中，被宿儺強迫其吞服手指方式支配身體，術式更遭宿儺用於殺害姐姐伏黑津美紀（時下被萬附身），至此精神崩潰，意識沉入軀殼深處，在人外魔境新宿決戰時，靈魂更是被宿儺拿來適應五條悟的無量空處，拜釘崎和虎杖在決戰近尾聲時聯手擊敗宿儺所賜，正式脫離宿儺的控制重獲自由，打算再次試圖為了他人而活。決戰過後臉部殘留三道傷疤，從五條的遺筆信理解生父甚爾過世的真相，之後三人前去探望乙骨的現況。他經由家入硝子協助修復姊姊津美紀的遺體，前往家族墳前祭奠姊姊。
故事尾聲時仍和虎杖、釘崎行動，幫助被詛咒困擾的人群。
術式「十種影法術」
種類中為影法術師，使用以自身影子作為媒介召喚式神，為禪院家所傳承的咒術之一。以手勢變化成動物姿態後從影子裡喚出式神，可使用的式神共十種，一開始只有黑白玉犬兩個式神，其他式神必須在調伏儀式中被術師獨自降服後才能使用（多人參加的調伏儀式無效）。式神若被完全破壞就無法再次使用，被破壞的式神術式與力量則會被其他的式神繼承。魔虛羅尚未調伏。
已出場的式神有：「玉犬（白、黑）」、「鵺」、「大蛇」、「蝦蟇」、「滿象」、「脫兔」、「八握劍·異戒神將·魔虛羅（配音：中務貴幸（日本））」。
領域展開「嵌合暗翳庭」
未完全習得，目前僅能靠實體建物劃分領域範圍。領域內有影子覆蓋處均能喚出式神，甚至可以叫出分身一同作戰，同時術式精度也會顯著提高，以「滿象」為例，可還原非洲象數噸的體重。截止至漫畫最新回，領域還沒有形成完全體。
釘崎野薔薇（Kugisaki Nobara）
配音：瀨戶麻沙美（日本）；楊詩穎（台灣）；李詩婷〈通版1〉／顧詠雪〈通版2〉（香港）
生日8月7日。虎杖的同學，東京咒術高專一年級女學生，三級咒術師。個性爽朗，但很毒舌，會在見到的第一眼審視他人，常出現下意識將對第一印象不好的男性醜化的醜男濾鏡，目前已知僅有五條悟能夠倖免。雖然不愉快的時候會做出粗暴的舉動，但也有著溫柔且善良的一面。由於嚮往東京生活且極之討厭鄉村生活而獨自前來就讀高專。
在八十八橋事件中遭遇咒胎九相圖受胎化成的特級咒物，與虎杖共鬥期間成功使出過「黑閃」。
在澀谷事件中，與真人的分身交戰，並使出「共鳴」傷至其本體，後真人本體與其分身切換時，放鬆了對其手掌的戒備，導致臉部被其摸到，被無為轉變削去左半邊臉和左眼，由新田新用術式停留在剛剛「死亡」的狀態並送回咒術師基地。漫畫267話戴著眼罩回歸（據歌姬所述，甦醒還不到半個小時），用五條偷藏的宿儺手指發動「共鳴」，使宿儺無法使用術式。新宿決戰後，從五條的遺筆信理解母親的下落，之後三人前去探望乙骨的現況。故事尾聲時仍和虎杖、伏黑行動，幫助被詛咒困擾的人群。
術式「芻靈咒法」
平時以釘子和刻有心形圖案的鐵鎚戰鬥咒術，被拉開距離時會以巫毒娃娃攻擊，其攻擊性質為「干涉」，藉由將具有咒力的釘子打入敵人體內造成咒殺的效果，可以干涉對手的靈魂，導致肉體受到致命傷，之後與詛咒師的戰鬥中，將自身的咒術提升為「透過干涉靈魂的方式對肉身造成損傷時，更進一步將肉身損傷再次反饋給對手的靈魂」，她將該咒術稱為「共鳴」；另外，發射蘊含咒力的釘子，擊中目標、並受到指令後可像炸彈一樣爆炸，她將之稱為「簪」。
五條悟（Gojō Satoru）
配音：中村悠一、伊瀨茉莉也【幼年】（日本）；李世揚、張乃文【幼年】（台灣）；郭俊廷〈通版1〉／劉達斌〈通版2〉（香港）
生日12月7日。虎杖的老師，四名特級咒術師之一，自己和所有人都承認的「最強」咒術師(但其實只是個第二名，輸給宿儺)。個性輕浮散漫，是個什麼都會的人，認為現在的咒術界十分守舊腐敗，所以就什麼都不做，本人稱之「培養新人」，來改變咒術界的風氣，並十分重視自己的學生。視夏油傑為自己唯一的摯友。因為力量太強，為了不傷及無辜者而多半是單獨行動或採取會造成最低傷害的程度，但也有著「這只是被咒靈殺害」和「必要的犧牲」這些冷酷或能平靜對待的一面。
使用術式「無下限咒術」，為五條家代代相傳的咒術「無限」，意思並非字面上的「無極限」，而是屬於「收斂的無窮級數」，能夠抵擋大部分攻擊。眼罩下藏著一對特別的藍色眼睛「六眼」，可以以精細的非常精細的程度看見咒力，並進行細緻的咒力操作。雖然他能靠反轉術式常保腦漿新鮮，但不遮住眼睛時就容易感到疲累，因此除了戰鬥時，大多數時候都用眼罩或太陽眼鏡遮掩。透過眼睛能夠使用領域展開「無量空處」，強制指定對象接收無止盡的情報（自身生理至五感無限放大），對象會因瞬間接收極大量情報而使身體機能無法跟上進而導致完全停滯狀態，無法動彈，也無法用任何手段解除。之前在澀谷被羂索封印在「獄門疆」中，後來在第19天成功被來栖解放。與宿儺在新宿進行最後激戰，並使出無限制的虛式「茈」重傷宿儺，但被宿儺領悟的擴張術式範圍的空間斬擊腰斬而亡。因曾對宿儺使用十秒的「無量空處」，讓宿儺留下了暫時無法展開領域的後遺症。其遺體之後被憂憂從戰場帶離，並經由硝子將部位縫合，再被乙骨以羂索的術式轉移並控制（戰前已取得本人同意使用肉體）。
術式「無下限咒術」
為五條家代代相傳的咒術，意思並非字面上的「無極限」，而是屬於「收斂的無窮級數」，又稱「無下限」咒術。基本原理為將「阿基米德悖論」帶至現實，有著「抑制力」的特質，亦即任何對象越靠近術師速度會變得越加緩慢，最終無法觸及自己，換言之為可無效任何物理性攻擊。
「無下限咒術」術式順轉「蒼」為負無窮的吸引力；術式反轉「赫」為正無窮的排斥力。奧義則為以正負無窮碰撞產生的假想質量直接壓垮對手的虛式「茈」。此外，五條能夠詠唱咒詞提升術式效果。
「蒼」的咒詞為「位相、黃昏、智慧之瞳」
「赫」的咒詞為「位相、波羅蜜、光之柱」
「茈」的咒詞為「九綱、偏光、烏與聲明、表裏之間」
領域展開「無量空處」
透過眼睛（六眼）能夠展開生得領域「無量空處」，強制指定對象接收無止盡的情報（自身生理至五感無限放大），對象會因瞬間接收極大量情報而使身體機能無法跟上進而導致完全停滯狀態，無法動彈，也無法用任何手段解除。
兩面宿儺（Ryōmensukuna）
配音：諏訪部順一（日本）；宋克軍（台灣）；張預東〈通版1〉／柯偉聰〈通版2〉（香港）
故事開始寄宿於虎杖體內的特級咒物，被稱作「詛咒之王」，本作真正的最強，擁有四隻手、兩張臉的虛構鬼神，實際存在的人，在咒術的全盛時代時，咒術師集結總戰力向他挑戰卻失敗，後來冠上『兩面宿儺』的名字。性格殘忍冷酷，身上帶著奇特刺青紋路，主要攻擊手段為斬擊，喜好殺戮，特別是女人或小孩，被譽為是「詛咒之王」，認為被人憐憫形同受人瞧不起。於死滅洄游泳者「天使」處得知，宿儺具有別名「墮天」。
宿儺的真身擁有四隻手臂、更有一張嘴生於腹部，且一切身體機能運作如常。多於常人的手及嘴可以在結掌印時應對攻擊，並無間斷的詠唱咒詞，優勢可謂巨大無比。
因虎杖吃掉宿儺的手指，而附身在其體內，伺機支配其肉體來毀滅世界。寄宿期間對伏黑表現出高度興趣，除此之外的人都無所謂。在伏黑得知姊姊津美紀被附身而絕望時趁虛而入，將自身手指咒物化強行餵給伏黑，成功轉移並支配伏黑身體，而能使用伏黑的術式，並有著比他更大的術式輸出。五條被來栖華解放後，和五條約好在12月24日決戰，過程中以伏黑的靈魂代替魔虛羅承受「無量空處」獲得抗性，隨後再以魔虛羅適應其不可侵，並憑此適應為範本，領悟將斬擊術式擴張至空間乃至世界的技巧，最終反擊五條，將其擊殺。因曾受到五條十秒的「無量空處」影響，讓宿儺的腦中留下了暫時無法展開領域的後遺症，仍陸續擊殺和重創前來迎戰他的多名咒術師，戰局接近尾聲時被虎杖帶進領域交戰，在未料到自己最後一根手指被利用的狀況，遭釘崎發動「共鳴」，使自己無法順利展開領域，而被虎杖的必中效果靈魂「解」再次重創，身體逐漸開始呈現剝離狀態，被虎杖以「黑閃」擊倒，自身與伏黑被虎杖剝離，因失去肉體，即將迎來完全崩毀的一刻時，拒絕了虎杖的共存理念，並承認了虎杖的執拗，稱呼從一直以來的小鬼，改口稱回虎杖的全名，直到最終都秉持著作為詛咒的尊嚴，在虎杖的手掌上徹底消散。其在遺留世間的最後一根手指，則被用於臨時補強天元的結界。
漫畫最終話，其靈魂殘渣現身與真人的意識對談，被真人指出其過去是作為遭眾人輕蔑虐待、向加害者復仇的異形忌子，他向真人表示自己過往曾經有過兩次選擇生存方式的機會（分別是平安時期面貌的裏梅和女巫），闡述自己的感悟後表態倘若仍有機會，希望選擇不一樣的生存方式，便與裏梅一同離去。
術式「御廚子」
攻擊手段以斬擊為主，分為兩種：通常斬擊的「解」以及視咒力差距而必定斬斷對象的「捌」。也能使用能燒死對象的「竈」（火力在漏瑚之上，並以此招擊敗了魔虛羅，也是宿儺的最終奧義），咒詞為「開」（即為開火），只有在經過「解」與「捌」的調理工序後才得以開啟「竈」，雖然「竈」欠缺火力上的速度，效果範圍也很窄，為了解決這些問題，宿儺以除了領域展開外，多對一的戰鬥禁止使用「竈」為束縛，使「伏魔御廚子」的術式擴張，也讓被斬擊粉塵化的所有物質都攜帶了和「竈」一樣的爆發性咒力。
解的咒詞為「龍鱗、反發、成雙流星」。
領域展開「伏魔御廚子」
有別於通常的領域，沒有結界作分隔，直接顯現於現實世界。以能讓人自由進出領域為束縛，換取更大的攻擊必中範圍效果（最大可達半徑200公尺）。

## 咒術師

### 東京咒術高專
全稱「東京都立咒術高等專門學校」。為四年制，平時對外偽裝成宗教相關學校。

#### 學生
禪院真希（Zenin Maki）
配音：小松未可子（日本）；張乃文（台灣）；王綺婷〈通版1、通版2〉（香港）
生日1月20日。東京咒術高專二年級學生，四級咒術師。真依的雙胞胎姐姐。有著強韌且叛逆的精神，語氣粗暴、看似桀傲不遜，實則是個很會替別人著想的人。身為禪院家的人卻幾乎沒有咒力，連看見咒靈都需要特殊的眼鏡輔助，因此飽受歧視，並且非常討厭別人叫她的姓氏。
天與咒縛者，咒力較一般術師人低下但擁有遠超常人的身體能力，使用咒具的能力是學年第一。成為咒術師是為了證明崇尚術師家族術式而歧視非術師的襌院家是錯的。
在澀谷事件中對戰特級咒靈陀艮，與直毘人、七海聯手對付陀艮不敵，最後因甚爾的中途攪局而成功脫出，但又遭遇特級咒靈漏瑚被其重傷，交由家入治療後身上留下反轉術式無法治癒的燒傷疤痕。
為了應付死滅洄游，回到禪院家拿取被家裡保管的咒具，遭父親扇重傷，瀕死之際被真依以生命為代價治癒、帶走全部的咒力，並獲得咒具「釋魂刀」，成為繼甚爾後第二名無咒力天與咒縛者。之後遵照真依的遺願（詛咒），滅門禪院家。
事件後與加茂組隊，在櫻島結界消滅具攻擊性的術師與咒靈，成功平定此區。現在因自身零咒體質，不被認定為泳者，可以自由出入結界。後與變成咒靈的直哉交戰，一度遭其以三馬赫的高速壓制。在見識到闖入戰場的大道在看不見直哉的情況下，依舊能感知其存在，並發揮出了在她之上的斬擊水準後，開始思考與甚爾間的差異。之後在與三代的相撲比拚中領悟，擺脫過往的束縛，在經歷了千場相撲（外界的時間流逝還不到一分鐘）後，感到自己進入了絕佳狀態。開始逐漸跟上直哉的高速，更看能看到空氣的變化並加以捕捉。後直哉化作人形展開領域，因無咒體質在領域的範疇內相當于建築物而不受必中效果的捕捉，從大道手中取回「釋魂刀」，並成功祓除直哉。
新宿決戰中見證五條戰死，之後趁乙骨的領域破碎之際趁機潛入（突襲訊號），成功將宿儺背刺，同時「釋魂刀」造成的傷害也令其難以治癒傷勢。在與宿儺的戰鬥中憑藉五感強化即時反應並躲過了「解」，即便被宿儺直接以手接對臉部施加斬擊，傷勢也僅為輕傷，此般肉體硬度使宿儺稱讚其為否定術師的存在，遭宿儺的黑閃擊中，之後回歸戰場，並斬斷了宿儺左上的手。戰後斥責乙骨作戰期間過於胡來的行徑。故事尾聲時仍以咒術師的身份活躍，跟著乙骨、狗卷、貓熊行動。
「天與咒縛」
出生即帶有的束縛，藉妹妹真依的犧牲終於完善。身體內完全沒有咒力，相對的具有遠超常人的身體能力與詛咒抗性。對結界術而言相當於透明人，在領域的範疇更等同於建築物不受識別。
狗卷棘（Inumaki Toge）
配音：內山昂輝（日本）；喬資淯（台灣）；王俊喬〈通版1、通版2〉（香港）
生日10月23日。東京咒術高專二年級學生，準一級咒術師。平常總是遮住嘴巴，雖然看似很難與他溝通，但其實是個很體貼同伴的人。
是一名咒言師，能夠在言語中施加咒力，甚至能透過手機影響到目標，還能用擴音器增加影響範圍。為了不傷害到其他人，平常台詞都是以飯糰的餡料來對話，「鮭魚」表示肯定、「鰹魚乾」表示否定；最喜歡的飯糰口味是「美乃滋鮪魚」。
在澀谷篇遭到宿儺的領域展開波及，左臂被砍斷。在新宿決戰中以錄製咒言的方式協助乙骨牽制宿儺，讓乙骨成功對其使出虛式「茈」。新宿決戰後成為眾多倖存者之一。故事尾聲時仍以咒術師的身份活躍，跟著乙骨、貓熊、真希行動。
術式「咒言」
以嘴部和舌頭部位的咒紋為媒介，能夠讓語言咒力增幅或是產生強制力的術式，威力越大帶給喉嚨的傷害副作用也越大，所以狗卷通常都會準備喉藥。
貓熊（Panda）
配音：關智一（日本）；梁興昌（台灣）；何偉誠〈通版1、通版2〉（香港）
生日3月5日。東京咒術高專二年級學生，準二級咒術師。
看起來像是貓熊，實際上是夜蛾校長製作的咒骸，由於擁有感情，被稱作「突然變異咒骸」，與普通咒骸不同，具有三個核心。是二年級中少數可以講道理的人，亦是負責調解他人對同學誤會的主要角色，同時也很擅長挑撥與吐槽。因為不是人類，所以可以率直地表示對人類感情的羨慕，並會主動地去幫助對方。新宿決戰後成為眾多倖存者之一。故事尾聲時仍以咒術師的身份活躍，跟著乙骨、狗卷、真希行動。芥見下下在加筆篇「尾聲 貓熊」補述貓熊在2018年11月經歷死滅迴游後失去了相互觀測式自律制御，於2035年停止活動登記在五條家的忌庫，由當主代理乙骨憂太代為保管，後來在2080年被乙骨的孫子女喚醒時偶爾會保持活動狀態。
「突然變異咒骸」
本身與普通咒骸不同，具有三個核心。
「大猩猩模式」
啟動體內的大猩猩核心，變成一隻半猩猩半熊貓的狀態，具有極大破壞力。
乙骨憂太（Okkotsu Yūta）
配音：緒方惠美（日本）；錢欣郁（台灣）；羅偉傑〈通版1〉／張振熙〈通版2〉（香港）
生日3月7日。前傳漫畫主角，東京咒術高專二年級學生，四名特級咒術師之一，與五條悟同樣是日本三大怨靈之一—菅原道真的後代，五條評價他日後會成為與他並肩的術師。
過去和青梅竹馬「祈本里香」十分要好，但因爲小時候親眼目擊里香車禍死亡，對其死產生強烈的拒絕下，而導致里香的靈魂留下來並成為詛咒，在認清事實並坦然接受後，解放里香的靈魂。後來因自身的危險性曾被處以秘密處刑，後來被五條攔下並勸阻而成為咒術師，從一開始就是特級術師，在咒術高專學習幾個月後，可利用附身的里香使用出治療、咒言等高難度的術式，因為里香的強大咒力和能力的泛用性而被夏油看上。在「百鬼夜行」事件中，因同學等人重傷，在極度憤怒下解放完全體的里香，並擊退夏油。後來便被咒術界的高層指使處死虎杖悠仁。
實際上始終是站在高專一方，為保護朋友而戰。為不讓恩師五條再度殺死夏油，主動宣誓成為仙台結界的泳者，立下獨拿400分的目標，並先後擊敗杜魯夫、黑沐死，再與石流和烏鷺混戰取勝，總共取得了190分。
新宿決戰中見證五條戰死，之後於高羽吸引羂索注意力，並透過東堂術式移動至羂索身後，趁隙將其斬首，並於同化權限轉移至宿儺身上時迅速趕到，張開領域與之對抗，選用天使的術式作為領域的必中效果，藉以封鎖宿儺一半的嘴、手，並阻止其使用擴張術式，再配合虎杖直達靈魂的打擊能力，成功以「邪去悔之梯」重創宿儺並喚醒伏黑，未料此時伏黑早已放棄生存，最終遭宿儺以「解」擊中胸口，領域破碎（實際上是給真希的突襲訊號）、慘遭重創。後來被里香帶離，並經由憂憂的術式成功脫離戰場，由於傷勢過重，已無法使用自身的反轉術式回復，利用殺死羂索後模仿而來的生得術式將自身轉移至五條的身體（於戰前有事先取得五條同意）後回歸戰場，再次與宿儺交戰，雙方展開領域，利用順轉術式「蒼」的吸附力將狗卷錄製咒言的錄音機吸附上來並牽制宿儺，成功對宿儺使出連同領域也一併破壞的虛式「茈」，重創了他的左臉，後因展開領域後進入的術式熔斷（模仿的羂索術式也遭到熔斷）而暫時倒下，只能眼睜睜看著東堂與虎杖繼續對抗宿儺。
新宿決戰後成為眾多倖存者之一，經由協助成功返回自己原有的身體順利康復，額頭仍殘留手術的疤痕。故事尾聲時仍以咒術師的身份活躍，跟著狗卷、貓熊、真希行動。芥見下下在加筆篇「尾聲 貓熊」補述乙骨憂太後來成為五條家的當主代理，接手管理一度失去機能的貓雄，晚年時期已有孫輩後代。
術式「里香」
在前傳時以戒指、武士刀作為媒介控制里香及咒力。和一年前的的里香不一樣，現在的「里香」是祈本里香成佛後留給乙骨的外置術式以及備用咒力，僅限透過「戒指」與「里香」連結的期間，才可以使用（被模仿）的術式、讓「里香」完全顯現、使用「里香」供給的咒力、並與「里香」共享視覺。能夠持續連結的時間為「5分鐘」。目前已模仿過狗卷的「咒言」、杜魯夫的式神領域、亨子的「宇守羅彈」、夏露的漫畫預知、宿儺的「御廚子」、天使的「邪去侮之梯」與羂索可以轉移肉體的術式。模仿條件是透過「里香」攝取對象身體的一部分，攝取量與攝取部位取決於模仿對象和使用次數，想要模仿更強大的術式，就必須攝取對術師來說更致命的肉體部位。就算攝取的不是致命部位，只要附上使用次數的束縛，也能滿足模仿條件。一旦模仿對象使用反轉術式再生肉體，被「里香」攝取的肉體部位在這瞬間就會打破模仿條件，令攝取部位失去咒術價值。可進行模仿的術式上限不詳。
領域展開「真贋相愛」
內部為墓地般的樣貌，周圍插滿武士刀。乙骨可以從模仿並包藏起來的術式之中選擇一個，成為必中術式賦予在結界。除此之外的術式，會隨機寄宿在領域內的刀子中，只有乙骨能夠引出術式的效果。連乙骨都是直到握住刀子為止，才會知道那把刀子寄宿著什麼樣的術式。雖然只要解放出術式，刀子就會消滅，但能出現刀子數量並沒有限制。
秤金次（Hakari Kinji）
東京咒術高專三年級學生，是名賭徒，也是問題學生，五條評價他日後會成為與他並肩的術師。目前遭受停學處分（曾與保守派起衝突而大打出手）而沒參加今年的京都友誼校交流會。
經營著地下賭場，規則為不用術式進行戰鬥的格鬥比賽（觀戰的客人幾乎是非術師）。比賽分為有劇本（打假賽）與無劇本兩種形式，前者會由秤操刀，以此決定最終的比賽結果為何。在死滅迴游中，在虎杖贏下一場淘汰賽後與虎杖談論起了生意，期間因為虎杖的反常表現和星綺羅羅的電話暗號而發現虎杖高專的身份並發生衝突，後被虎杖「零件」的狂熱感動，同意幫助虎杖一行人。
新宿決戰中見證五條戰死，在鹿紫雲一立刻突入戰場後，出現在前來攔截鹿紫雲的裏梅身邊，將他拉入了自己的領域讓鹿紫雲能夠不受妨礙地與宿儺對決。幾乎在鹿紫雲陣亡的同時，秤的領域破碎，和裏梅一起落向宿儺，之後與裏梅繼續交戰。戰鬥途中雖然不斷遭其猛攻，但仍憑藉中獎狀態的回復力而迅速治癒，並藉機朝向裏梅踢了一腳，陷入膠著狀態，最終因宿儺戰死，裏梅決議跟隨宿儺而自我冰葬，結束這場戰鬥，對於裏梅給予自己只是運氣好才能活下來的評價一事感到欣喜，並認為這是對自己最好的讚美。
新宿決戰後成為眾多倖存者之一，故事尾聲時仍和星綺羅羅行動。
領域展開「坐殺博徒」
將柏青哥機台給具現化，並附帶漫畫作品「私鐵純愛列車」的劇情演出。屬於「必中」領域且效果無害（僅為規則開示），發動速度甚至比真人在澀谷發動的0.2秒領域還快。只要能湊齊三個同圖案（演出成功）即為中獎，獎勵為無限咒力和自動化反轉術式（秤本人並沒習得此技能）的不死身（無敵）模式，據裏梅所述，秤的治癒效率甚至高過五條與宿儺。持續（解除領域後）時間為「4分鐘11秒」，即為該作品的主題曲長度，狀態期間還會播放旋律，並且本人會保持一定程度的亢奮。在此期間會回復展開後的咒力和燒斷的術式，因此只要持續中獎，秤便可無限次的展開領域，持續進行抽獎的循環。
星綺羅羅（Hoshi Kirara）
東京咒術高專三年級學生，有著女性化外表和穿著的男性，瞳孔裡有著星狀符號。
與秤金次一同經營地下賭場，之後被秤拜託要在結界外待機而沒參加迴游。新宿決戰中與憂憂協力，將瀕死的日車帶離戰場。
新宿決戰後成為眾多倖存者之一，故事尾聲時仍和秤行動，並穿回高專時期的制服。
術式「星間飛行」
將南十字座的五顆星標註在咒力上，被標註者必須依照自己的標記位置來接近其他標記，否則靠近其他標記會被彈開。

#### 教職員
夜蛾正道（Yaga Masamichi）
配音：黑田崇矢（日本）；宋克軍（台灣）；黃志明〈通版1、通版2〉（香港）
東京咒術高專校長，一級咒術師，曾暫時被列為第五位特級咒術師。曾擔任過五條、夏油和家入的班導師。
澀谷事件後因被高層視為放任夏油傑（羂索）的共犯而被處以死刑，於死前將突然變異咒骸的製作情報（詛咒）告知身為處刑人的樂嚴寺，死後其遺體被晚來的貓熊帶往別處。
「傀儡咒術學」
是以咒力製作咒骸的「傀儡咒術學」權威。
家入硝子（Ieiri Shōko）
配音：遠藤綾（日本）；楊詩穎（台灣）；李詩婷〈通版1〉／王慧珠〈通版2〉（香港）
咒術高專校醫。過去與五條和夏油是同期生，同時在高專畢業後兩年內，偽造考試資格通過醫師國家試驗取得醫師資格。
會使用「反轉術式」，是咒術師中少數可以使用反轉術式做到治療他人效果的人（目前已知能做到治療他人的人還有乙骨與宿儺。裏梅、虎杖、日車、五條皆僅能治療自己 ）。由於反轉術式的稀有，幾乎一直留守在高專，被動的等著傷員或屍體被送入。在團隊裡扮演著挽救人員性命的關鍵角色。新宿決戰後成為眾多倖存者之一，將乙骨的腦部換回原本的身軀令其康復，幫助伏黑修復津美紀的遺體。
「反轉術式」
咒術師中少數可以使用治療他人效果的術式。
日下部篤也（Kusakabe Atsuya）
配音：三木真一郎（日本）；喬資淯（台灣）；蘇裕邦〈通版1〉／周鑫霆〈通版2〉（香港）
東京咒術高專教師，一級咒術師。新陰流的劍術高手，以使用新陰流守護弱者作為自己的信念。
伊地知潔高（Ijichi Kiyotaka）
配音：岩田光央（日本）；梁興昌（台灣）；黃志明〈通版1、通版2〉（香港）
東京咒術高專輔佐監督。26歲，帶著眼鏡的瘦弱男性，不會戰鬥，可以張開簡單的結界術（帳），或者用式神支援術師。
新田明（Nitta Akari）
配音：德井青空（日本）；連思宇（台灣）；張希婷〈通版1〉／余倩盈〈通版2〉（香港）
東京咒術高專輔佐監督。京都校新田新的姐姐。八十八橋任務中負責聯絡一年級的三人。

### 京都咒術高專
全稱「京都府立咒術高等專門學校」。

#### 學生
東堂葵（Tōdō Aoi）
配音：木村昴、和優希【幼年】（日本）；李世揚、張乃文【幼年】（台灣）；張振熙〈通版1、通版2〉（香港）
生日9月23日。京都咒術高專三年級生，一級咒術師。並非出生於咒術師世家，為九十九的徒弟。是個有天分的肌肉男。臉上有一道由左額一直延伸至左頜的傷痕。
屬於近戰型術師，在戰鬥時頭腦動很快，自稱IQ五十三萬。對熱血的戰鬥、喜愛的人事物以及不能被人看扁，有著強烈至極的執著。會對即將認識的男性詢問「喜歡什麼類型的女生？」，若對答覆不滿就會大打出手，對相處許久的人也是很容易就拳腳相向，甚至視輩分如無物，以致於人緣不是很好。但由於平時的感性多於戰鬥時才出現的理性，偶爾會說出相當發人深省的句子，加上令人難以否認的實力，東京與京都兩校的學生都視之為不可或缺的戰友。後於澀谷事變中與虎杖一同對抗真人，遭其以0.2秒領域展開破壞左手。
新宿決戰前曾與冥冥商討，試圖利用自己與冥冥的術式將處在宿儺領域內的人員轉移至領域外，但無法保證後續安危，期間也曾與乙骨同行，調整了自己的術式。在宿儺發動「竈」後出現在虎杖身邊，再次鼓舞虎杖，並準備與其對戰因展開領域，而暫時進入難以使用術式狀態的宿儺，並拆掉被繃帶纏住，理應已被自己切除的左手。新宿決戰後成為眾多倖存者之一。
術式「不義遊戲」
能藉由拍手將指定雙物件的位置調換，自己與他人以外，也可將除自己以外的兩人調換，甚至對象不是人類也行，唯一限制條件是「指定對象具有一定的咒力」。於澀谷真人戰中失去左手掌，自言術式已經死去。於新宿決戰前則自言能感受到術式在鼓動，由於東堂將啟動術式的條件從拍手改為顫音器，現在的東堂甚至能在每秒進行50次的換位。
加茂憲紀（Kamo Noritoshi）
配音：日野聰、川井田夏海【幼年】（日本）；宋克軍、楊詩穎【幼年】（台灣）；麥皓豐〈通版1〉、待查詢〈通版2〉（香港）
生日6月5日。京都咒術高專三年級生，準一級咒術師。性格冷靜沉著。是御三家的加茂家家主和情人所生的孩子。為了讓媽媽能有容身之處，而以立志成為下任家主。
澀谷事件後由於加茂家被羂索奪取而失去歸處，轉而協助真希。在咒術師與宿儺的最終決戰後倖存，並與母親一家團聚。
術式「赤血操術」
加茂家代代傳承的術式，能夠操控自身的血液及被血液附著的東西，而事先抽出儲存在血袋中的血也可以操控。
西宮桃（Nishimiya Momo）
配音：釘宮理惠（日本）；張乃文（台灣）；黎皓宜〈通版1〉、李蔓宜〈通版2〉（香港）
生日7月7日。京都咒術高專三年級生，二級咒術師。混血兒，父親是美國人，喜歡可愛的東西。
術式「付喪操術」
能以念力操控掃把飛行，亦能控制掃把作為武器直接攻擊或產生狂風。
禪院真依（Zenin Mai）
配音：井上麻里奈（日本）；連思宇（台灣）；黎皓宜〈通版1〉、陳子瑩〈通版2〉（香港）
生日1月20日。京都咒術高專二年級生，三級咒術師。真希的雙胞胎妹妹，因咒術範疇內，同卵雙胞胎視為同一個體，故兩人都只有半調子的咒術實力。於禪院家一戰立下「毀掉一切」的約定後，以生命為代價，帶走真希全部的咒力，並構築咒具「釋魂刀」交付其使用，成就第二名無咒力天與咒縛者。
術式「構築術式」
以自身咒力為基礎，從零開始構建物質。生成的物質在術式結束後也不會消失。主要是利用左輪手槍的裝彈數，出奇不意的用術式造出額外的子彈來對付目標。但是這很耗費咒力，對身體的負擔也很大，真依本身還不能製作太大或太複雜的物體，一天最多只能製造一發子彈。
三輪霞（Miwa Kasumi）
配音：赤崎千夏（日本）；楊詩穎（台灣）；陳杞潼〈通版1、通版2〉（香港）
生日4月4日。京都咒術高專二年級生，三級咒術師。家裡很窮，有兩個弟弟。為五條悟的跟風粉絲，「三輪」發音類似（指追星族）。澀谷事變中與眾人圍攻羂索，以此生不再揮刀為束縛向羂索施展拔刀，卻遭徒手擋下。在新宿以簡易領域保護真希不受宿儺領域展開的波及。新宿決戰後成為眾多倖存者之一。
「新陰流·簡易領域」
對領域內半徑2.21公尺內的進行全自動的反擊，但前提是雙腳不能離開所站的位置。
與幸吉（Muta Kōkichi）／機械丸（Mekamaru）
配音：松岡禎丞（日本）；宋昱璁（台灣）；李震權〈通版1〉／張添勝〈通版2〉（香港）
京都咒術高專二年級生，準一級咒術師。與咒靈方有秘密協議，自己需將高專情報出賣給咒靈方，而咒靈方不得對京都校的學生出手，並且要真人用「無為轉變」治療他的身體。在身體被真人的術式改造至健全後，與真人展開激戰，最終落敗戰死，但留下關鍵的「保險措施」在五條悟被封印後發動，讓虎杖得知了五條被封印的事。
術式「傀儡操術」
加上天與咒縛的效果，讓機械丸的可控制範圍廣達至日本全土。能操縱多種傀儡，主要是以人形機械傀儡為主，內藏刀劍或砲台等兵器，在攻擊或防禦上能有著多方面的應對機制。身體被治癒後可遙控範圍變小，但換來的是累積多年、達至特級的龐大咒力可以一次性的使用。
新田新（Nitta Arata）
配音：淺利遼太（日本）；梁興昌（台灣）
京都咒術高專一年級生，會使用讓傷口不再惡化的術式。新田明的弟弟。

#### 教職員
樂巖寺嘉伸（Gakuganji Yoshinobu）
配音：麦人（日本）；梁興昌（台灣）；何偉誠〈通版1、通版2〉（香港）
76歲，京都咒術高專的校長，咒術界中保守派中的首領，認為應該盡早對虎杖行刑。武器是一把電吉他。新宿決戰後成為眾多倖存者之一。
未知術式
以自身為音箱，將奏出的旋律增幅，並以咒力的形式擊出。
庵歌姬（Iori Utahime）
配音：日笠陽子（日本）；錢欣郁（台灣）；王綺婷〈通版1、通版2〉（香港）
生日2月18日，京都咒術高專的領隊兼老師，31歲，準一級咒術師，五條悟的學姐。臉上有一條橫跨鼻樑的傷痕的女性，在工作時會穿著巫女裝。興趣是看運動比賽和唱卡拉OK，喜歡喝酒。新宿決戰後成為眾多倖存者之一，開始思考盡快研究出能替代「用宿儺的殘骸，暫時維持天元設立的結界」的對策。
術式「單獨禁區」
能在術式的範圍內，讓包含歌姬本人在內的任何一個術師，暫時增幅咒力總量的輸出。術式的極致等同於減法的極致，如何省略咒詞、掌印等構成術式的因素，或是發動術式的順序，得要看決定術師的實力，但歌姬不省略任何一個環節。咒詞、掌印、舞蹈、音樂，透過將術式昇華成儀式，就能夠得到120%的效果。

### 咒術界御三家
三個家族的成員皆擁有不進入高專即可成為術師的特權，擁有術式且擁有一級實力的成員，則會得到「特別一級術師」的稱號。

#### 禪院家
家中傳承的術式為「十種影法術」以及「投射咒法」，已知成員還有禪院甚爾（後入贅伏黑家）、伏黑惠、禪院真希、禪院真依。在真希大鬧禪院家並屠殺了母親在內的所有人後，五條家及加茂家向總監部提出將其除名的提案，而存活的禪院家血脈僅剩兩人（伏黑惠及禪院真希）。
禪院直毘人（Zenin Naobito）
配音：中田讓治（日本）；宋克軍（台灣）；待查詢〈通版1〉、周鑫霆〈通版2〉（香港）
71歲，咒術界御三家禪院家的第26代當家，特別一級咒術師，穿著和服。非常喜歡喝酒，在任務中也會喝酒偷懶，但他的實力卻有著與當家地位相稱的力量，不斷鍛煉身體的老人。
澀谷事變篇，先遭陀艮的式神斷手再被漏瑚攻擊而傷重不治。
術式「投射咒法」
將1秒分割為24等份，以自己的視野作為視場角，而後對其預先在現場角內設計好的動作進行模仿，被其的手掌觸碰過的人也必須要以1/24秒為單位做出動作，失敗的話動作會出現絮亂，1秒內的行動也會被凍結。
（分成24份是因为直毘人喜欢看动畫，而老式动畫就是每秒24帧）
秘傳「落花之情」
御三家代代相傳的對領域之術，並不會像簡易領域那樣展開自身領域，一旦敵人的必中之術發動接觸到自己的瞬間，會解放自身的咒力進行反擊，以此來保護自己。
禪院扇（Zenin Ōgi）
特別一級咒術師。真希和真依的父親、直哉的叔父、直毘人的弟弟。是一個綁著馬尾，擅長用刀的老者。認為自己不比兄長直毘人遜色，之所以沒能成為家主，是因為輸在子女的能力上，所以一直將自己的兩個不成材的女兒視為自己的汙點。直毘人過世後，不認同家主之位流落給伏黑惠這個「外人」，轉而支持直哉奪權。對奉伏黑惠命令前來回收咒具的真希，與來幫助姐姐的真依下殺手，想藉此剷除自己人生的汙點，最終被真希一刀砍斷頭部而亡，從而引發了真希滅門禪院家的開始，是導致了禪院家滅門事件的直接罪魁禍首。
術式「焦眉之赳」
賦予武器灼熱的咒力，並且可以塑造成任意形狀甚至外放攻擊。
秘傳「落花之情」
御三家代代相傳的對領域之術，並不會像簡易領域那樣展開自身領域，一旦敵人的必中之術發動接觸到自己的瞬間，會解放自身的咒力進行反擊，以此來保護自己。扇將此招轉而應用在拔刀術上。
禪院甚壹（Zenin Jin'ichi）
特別一級咒術師。直毘人的姪子、甚爾的大哥。禪院家「炳」的成員。樣貌粗獷，臉上有一道傷痕。和真希、真依以及甚爾等人為同輩。在真希大鬧禪院家時，被真希斬首。
未知術式
能具現化無數巨大的拳頭攻擊，傷害極大，可輕易摧毀房屋。
禪院直哉（Zenin Naoya）
27歲。特別一級咒術師。禪院家的嫡子、直毘人之子。「炳」的首領。喜歡嘲諷其他人，野心勃勃的男人。
在直毘人死後，禪院家下一任家主的位子因特殊原因而落到了伏黑惠身上，其計畫除掉伏黑惠以繼承家主之位，在途中遇到了虎杖與脹相，便與其交戰，在乙骨突然出現並支開虎杖後，並與獨自一人的脹相交戰，最終被脹相重傷，後被乙骨所救，被其委託向高層匯報虎杖已執行死刑的消息。
與真希交戰，被真希傷重之下，被真希母親用菜刀殺死，因不是死於咒力（為防止術師死後變為詛咒，需要使用咒力殺掉對方）而轉化為咒靈，幼體有著蠕蟲外表和三對手臂，成體則有著骷髏外表和藤蔓般的手腳，速度更高達三馬赫，但保有生前的記憶與術式。在真希從三代的領域出來後，對於其短期內的驟變感到不解，對於自己有著壓倒性的速度卻捕捉不到真希而感到焦躁。在被她從半空中擊落後，便被三代與大道聯手攻擊，在消逝之際從真希身上看到甚爾的幻影而激發其自尊心，化為人型的姿態（完全體），並對真希等人施展領域，重創三代與大道，因太過依賴領域的必中效果，最終遭因無咒體質而不受領域識別的真希祓除。
術式「投射咒法」
將1秒分割為24等份，以自己的視野作為視場角，而後對其預先在現場角內設計好的動作進行模仿，被其的手掌觸碰過的人也必須要以1/24秒為單位做出動作，失敗的話動作會出現絮亂，1秒內的行動也會被凍結。成為咒靈後打破了原先的限制，現在甚至可將空氣等事物也在一秒內固定，並經由拳頭抓起片數來產生爆炸波。
領域展開「時胞月宮殿」
內部為子宮的樣貌。被直哉所碰觸的對象，沒和他作相同動作便會暫停一秒。領域中術式對象會被細分化，一旦移動身體，每個細胞的動向都會錯移，並將對方重創。
禪院長壽郎（Zenin Chōjurō）
禪院家「炳」成員。留著莫西干頭、身材矮小的老人。在真希大鬧禪院家時，與信朗一同被真希拔出喉管而致死。
未知術式
已知為岩石相關的術式，不僅可構築巨大的手臂將對方壓扁，也可打造供術師專用的鍛鍊場。
禪院蘭太（Zenin Ranta）
禪院家「炳」成員。將頭髮束起的年輕男性。在真希大鬧禪院家時，術式被其破壞導致傷害反饋回自身，眼睛受創，最終力竭而死。
未知術式
能具現化一雙巨大的雙眼，被其所凝視的對象，行動將會暫時受限。但當眼睛遭受破壞，傷害便會反饋回蘭太身上。
禪院信朗（Zenin Nobuaki）
禪院家「軀俱留隊」隊長。在真希大鬧禪院家時，與長壽郎一同被真希拔出喉管而致死。

#### 加茂家
家中傳承的術式為「赤血操術」，已知成員還有加茂憲紀。
加茂憲倫（Kamo Noritoshi）
羂索以術式奪取遺體的咒術師，150多年前被稱為「御三家污點」的最惡咒術師。

#### 五條家
家中傳承的術式為「無下限咒術」。已知成員僅有當家五條悟一人。

### 特級咒術師
已知特級咒術師共有四名，分別為：九十九由基、五條悟、夏油傑（後為咒詛師）、乙骨憂太等四人。另外夜蛾正道過去因製作出擁有感情的咒骸（熊貓）後，曾被咒術高層認定評為特級。
九十九由基（Tsukumo Yuki）
配音：日高範子（日本）；楊詩穎（台灣）；李詩婷〈通版1〉／周恩恩〈通版2〉（香港）
特級咒術師之一。東堂的師父，身材高大的女性。其他人對她的評價是「身為特級卻全然不接任務，在國外遊手好閒，很不可靠」。在五條與夏油還是學生的時候就已是特級術師。與傷重的脹相交棒，與羂索展開戰鬥。操縱式神變化成足球的模樣，一踢便將號稱可排除障害的象神特級咒靈"歡喜天"給秒殺。附加質量的拳頭甚至能將羂索擊出空間之外，並造成他的雙手一度斷裂。之後被羂索使用縮小版的「漩渦」打中腹部並被斬成兩半，後在此狀態下解放術式限制，想以黑洞跟其同歸於盡，逼得羂索不得以使用反重力（將原先的重力術式"反重力機構"順轉）破解，最終被其逃脫，犧牲生命。事發前曾將自身撰寫的靈魂秘笈託付給脹相。
術式「星之怒」
可以為自身附加假想質量。憑藉術式而咒具化的式神「凰輪」則是除九十九之外，其唯一的術式對象。無視概念，因此增加的質量不會對術師本人造成影響（速度不會下降）。

### 一級咒術師
已知一級咒術師更細分為三種階段：特別一級咒術師、一級咒術師、準一級咒術師。
- 擁有特別一級咒術師階級的還有：禪院家的直毘人、扇、甚壹、直哉等人。
- 擁有一級咒術師階級的還有：夜蛾正道、東堂葵、日下部篤也。
- 擁有準一級咒術師階級的還有：狗卷棘、加茂憲紀、與幸吉、庵歌姬。

七海建人（Nanami Kento）
配音：津田健次郎（日本）；梁興昌（台灣）；何偉誠〈通版1、通版2〉（香港）
生日7月3日。一級咒術師，27歲，五條的學弟。身穿西裝，帶著一副與護目鏡相似的墨鏡，用以隱藏視線不令咒靈察覺。四分之一的混血兒，外祖父為丹麥人，非咒術師家族出生。武器是用繃帶包裹的柴刀。領帶是咒具。曾當面形容五條為「值得信賴但並不值得尊敬的人」。虎杖在實習期間的老師（但本人不接受称呼），虎杖取暱稱“娜娜明”（ナナミン）。平時一直以工作時間為約束限制自己的咒力(約80%-90%)，一旦進入加班時間(將領帶纏繞在手上)，咒力便可因此爆炸性增長(約110%-120%)。過去因為灰原雄殉職的事件過度悲痛而離開咒術界，在一般金融企業任職期間偶然為便利商店的女店員除去咒靈，獲得對方感謝並以此機緣回歸咒術界。
在里櫻高中事件中，與虎杖一同對抗真人，被真人單獨困進領域中，在彌留之際被虎杖打破領域外部救出，後並認可了虎杖咒術師的身份。
在澀谷事變中，與特級咒靈陀艮交戰並陷入苦戰，期間被必中術式襲擊而瞎了左眼，之後因甚爾亂入並以游雲祓除陀艮才成功從他的領域脫離。然而三人才剛脫險就被突然來襲的漏瑚重傷後活了下來，左半身嚴重燒傷，左眼更燒到只剩窟窿。即使身受重傷仍然盡力祓除剩下的咒靈群。後遇到真人，死前對趕來的虎杖託付與自己(灰原託付的)一樣的「之後就拜託你」的詛咒後被真人用無為轉變削去上半身殺害。生前使用的柴刀疑似變成帶有十劃咒法的咒具，由豬野持有。
術式「十劃咒法」
在對象身上任何部分依自己的選擇分成3：7的比例，同時強行令分界線變為弱點，並針對弱點進行打擊，即使對上比自己強的咒靈亦可造成一定傷害，但被真人從根本上剋制。
冥冥（Meimei）
配音：三石琴乃（日本）；張乃文（台灣）；李詩婷〈通版1〉／李蔓宜〈通版2〉（香港）
一級咒術師。五條與夏油的學姐。憂憂的姐姐。名字為假名。喜歡以金錢衡量事物的價值，唯獨認為弟弟的價值更遠勝於金錢。會接受他人委託而進行工作的獨立咒術師。武器是斧頭。新宿決戰後成為眾多倖存者之一，依循情報抵達某間粗點心店，殺害意圖染指憂憂的「新·陰流」的前家主。
術式「黑鳥操術」
可以與鳥類共享視覺。

### 二級咒術師
此外擁有二級咒術師階級的還有：伏黑惠和西宮桃；擁有準二級咒術師階級的還有：熊貓。
豬野琢真（Ino Takuma）
配音：林勇（日本）；李世揚（台灣）；關承軒〈通版1〉／姜汝廷〈通版2〉（香港）
二級咒術師，21歲。頭戴編織帽的男子。戰鬥時，會把帽子拉下來變成面具蒙面。相當崇拜七海，行動時常會以他的價值觀與標準來仿效。在澀谷事變中，與參拜婆和孫子交戰，被因降靈術而獲得甚爾肉體的孫子重傷。
術式「來訪瑞獸」
在用面具遮住臉部後能召喚出四隻靈獸，分別為：「獬豸」、「靈龜」、「麒麟」、「龍」。
灰原雄（Haibara Yū）
配音：梶原岳人（日本）；張敦喻（台灣）；陳浩鈿〈通版2〉（香港）
二級咒術師，17歲（已故）。七海同期的好友，夏油的學弟。個性樂天爽朗，常帶給周圍的人活力。只會關注他人的優點，因此尊敬著所有人。非咒術師家族出身，還有個妹妹（不希望她也當咒術師）。在一次出任務時因高層錯估了任務等級而導致喪命。

### 三級咒術師
擁有三級咒術師階級的還有：釘崎野薔薇、禪院真依、三輪霞等人。

### 四級咒術師
擁有四級咒術師階級的還有：禪院真希。

### 千年前的咒術師
天元（Tengen）
擁有「不死術式」的全知的咒術師，雖然不會死但是會衰老，需每隔五百年與星漿體同化重置肉體防止進化。在咒術高專設有結界，天元的結界每天都會改變配置，結界的配置只有天元知道，除了結界運作之外的事基本上不會干涉。

## 咒詛師

### 夏油一派
夏油傑（Getō Suguru）
配音：櫻井孝宏（日本）；宋昱璁（台灣）；鄧港文〈通版1〉／簡懷甄〈通版2〉（香港）
特級咒詛師。現時前身為僅有的四名特級咒術師之一，過去與五條同是咒術高專學生，兩人當時既是搭檔也是好兄弟，秉持著咒術師是為了保護非術師（人類）才存在的信念（變為咒詛師之前）。在術師之中是僅有的一名咒靈使，近戰能力極強無比，但除了五條悟以外沒什麼人知道。
在經過星漿體護衛事件後，內心逐漸有所質變，開始思考如何拯救人類，後來目睹一般居民因害怕咒術師而虐待兩名身懷咒力的孩子，最終得出「使人類能自由控制咒力」，開始視所有非術師的存在為低等生物，希望創造出只有術師的世界，因此只重視咒術師，即便是敵人也不會下殺手，之後透過建立宗教團體的方式獲得資金以及收集新的咒靈，不斷壯大自身的勢力。
在「百鬼夜行」事件中，將擁有強大咒力輸出的過咒怨靈「里香」作為捕獲目標，在新宿與東京發動「百鬼夜行」將五條悟等人誘騙出高專，自己則前往高專，在將真希等人重傷後與乙骨交戰，最終落敗，後被趕回來的五條殺死，屍體因未被火化而被千年咒詛師羂索利用。
術式「咒靈操術」
目前唯一能自由控制咒靈的術式，能夠收服並操縱咒靈，於懷玉篇中與五條悟為兩人搭檔時，時常以該術式作為戰鬥手段，持有並操縱著特級假想咒靈「化身玉藻前」以及其他共4451隻咒靈。
米格爾·奧杜爾（Miguel Oduor）
配音：山寺宏一（日本）；宋克軍（台灣）；譚漢華〈通版1〉（香港）
夏油一派幹部。戴著貝雷帽的外國咒術師，持有由家鄉術師所編織能擾亂術式的繩子「黑繩」。在「百鬼夜行」事件中負責拖延五條回到咒術高專幫助乙骨，攜帶的「黑繩」也在此戰之中全數被破壞，成為少數能與五條纏鬥的菁英術師。事件後被五條抓獲並塞給乙骨處理，在此期間兩人曾試圖去尋獲剩餘的「黑繩」但一無所獲。在乙骨回日本後行蹤不明。
新宿決戰前受到乙骨與拉魯的邀請後一度回絕，但經過與拉魯的討論後決意參戰，並祭出除非五條與乙骨皆敗陣，且宿儺無法展開領域兩個條件才要出戰。在憂憂即將遭到宿儺斬擊之際現身救援，與宿儺展開戰鬥，期間能以舞步結合肉體強度，閃躲斬擊，之後攙扶重傷的拉魯，協助其牽制宿儺的行動。
術式「祈禱之歌」
刻印於肉體的節奏能夠擊退詛咒，並強化自己的身體能力。
拉魯（Larue）
配音：速水獎（日本）；喬資淯（台灣）；李家傑〈通版1〉（香港）
夏油一派幹部。戴著髮箍，有著心形乳頭的健壯男性。
新宿決戰與米格爾一同現身，安置了遭宿儺砍傷的日下部後與宿儺交戰，期間遭受其黑閃擊中，之後在米格爾的攙扶下，以術式抓住宿儺的心靈，對其下達將視線轉移向自己身上的指令，協助虎杖成功以黑閃擊中宿儺。
術式「心身掌握」
能夠「抓住」術式對象，假想之手擊便遭受破壞也能夠不斷復原，但所受傷害的十分之一會反饋回本體的拉魯。只要是「抓住」過一次的對象，除了肉體之外，連心靈也能一起抓住（被操縱對象的眼睛會呈現心型，行動會暫時受其支配）。
枷場美美子（Hasaba Mimiko）
配音：松田利冴（日本）；連思宇（台灣）；駱慧怡〈通版1〉（香港）
夏油一派幹部，被夏油收養的養女雙胞胎。穿著全黑水手服的黑髮女學生，手持大號的晴天娃娃，似乎可吊起目標作出絞殺。與菜菜子為姐妹，曾因咒術師的身份而受鄉村的人逼害，被夏油救下而成為他的同伴。在澀谷事件中，以宿儺手指為由，希望宿儺將其假夏油擊殺，被宿儺斬首而亡。
枷場菜菜子（Hasaba Nanako）
配音：松田颯水（日本）；楊詩穎（台灣）；陳頴琪〈通版1〉（香港）
夏油一派幹部，被夏油收養的養女雙胞胎。穿著毛衣的金髮女學生，以手機作為攻擊的手段，手機相機可以改變拍攝對象的狀態。過去因咒術的才能而受鄉村的人逼害，被夏油救下而成為他的同伴。在澀谷事件中，以宿儺手指為由，希望宿儺將其假夏油擊殺，被宿儺切碎數塊而亡。
菅田真奈美（Suda Manami）
配音：伊藤靜（日本）；穆宣名（台灣）；陳子瑩〈通版1〉（香港）
夏油一派幹部。長髮女性。為夏油管理著宗教團體。
禰木利久（Negi Toshihisa）
配音：井上剛（日本）；江志倫（台灣）
夏油一派幹部。右臉有傷痕、腰間掛著刀的男性。

### 羂索一派
羂索（Kenjaku）
以夏油傑的身體活動著的咒詛師，在天元的解釋下表明其真身為千年前就已存在的詛咒師「羂索」。為了達成“咒力最佳化”的目標而策劃了「死滅迴游」，與天元為舊識，其結界術水準僅次於天元。所持有的術式不明，已知可以藉由大腦移植不停變更身體，並可使用該身體原主人的術式。
在澀谷事件中，以夏油傑的面容出現在五條悟面前，並使用特級咒物「獄門疆」(被封印者腦內停止一分鐘為條件)封印了五條悟，後吸收真人發動術式「無為轉變」，將自己選定的人變為術師。
在死滅迴游中，與高羽交戰，並迅速破解了他的術式，將其逼入絕境，反而讓高羽重拾搞笑的原點，與調適好心態的他再次進行對決，在稱讚完高羽很有趣後被隨後趕來的乙骨斬首，但仍存活，並告知有人會繼承他的意志，後續成功將天元與人類的超重複同化的權限轉讓給宿儺，被乙骨持刀刺穿頭顱而死，死前慶幸與高羽相遇。
術式「咒靈操術」
原使用者為夏油傑，能自由控制咒靈的術式，能夠收服並操縱咒靈，沒有上限。在澀谷事件中便是使用此招的奧義"極之番 漩渦"吸收真人並從中提取術式"無為轉變"。
領域展開「胎藏遍野」
與九十九由基交戰時所使用的領域，類似於兩面宿儺「伏魔御廚子」，無需封閉的具現化領域，能力為操縱重力的術式"反重力機構"，能瓦解天元的空性結界。
裏梅（Uraume）
配音：齋賀光希（日本）；張乃文（台灣）；周恩恩〈通版2〉（香港）
娃娃頭和尚造型的咒詛師，被稱作「凍星」。宿儺以前的部下，從千年前就一直跟著他。會使用反轉術式。受肉體名冰見汐梨（氷見汐梨，ひみ しおり）。
負責介紹組屋等詛咒師協助羂索和真人等特級咒靈的人。在澀谷事件中，指示重面春太在帳外部處理掉輔助監督。後來成功與宿儺再會。
人外魔境新宿決戰以創造大型冰砸向鹿紫雲，但被秤金次拉入領域，雙方交戰直至宿儺消散陣亡，裏梅的軀體也跟著消散，使用冰凝咒法自盡消逝前稱秤金次等人能存活是因為運氣好晚了千年出生之故。
術式「冰凝咒法」
能具現和操控冰的術式。
重面春太（Shigemo Haruta）
配音：羽多野涉（日本）；喬資淯（台灣）；張振熙〈通版1、通版2〉（香港）
與咒靈聯手的咒詛師。外貌中性身形瘦小留著長馬尾的男性，性格殘忍嗜殺，尤其特別喜歡殺女人。在澀谷事件中在帳外部偷襲伊地知潔高，後與新田明、釘崎野薔薇作戰時被趕來營救的七海建人重傷，發動術式將儲存的全部「奇蹟」釋放才得以保命。隨後轉向偷襲重傷的伏黑惠，被伏黑強行拉入參與召喚未調伏的魔虛羅想要與之同歸於盡，後兩面宿儺趕來營救伏黑將魔虛羅殺死，在自認為逃過一命後被宿儺切成前後兩半而亡。
術式「奇蹟」
能藉由抹消對日常小奇蹟的記憶而將運氣儲存，並在遭遇性命危險時釋放，奇蹟多寡可靠眼下的紋樣識別，但本人不知情。
組屋鞣造（Kumiya Jūzō）
配音：稻田徹（日本）；宋克軍（台灣）；麥皓豐〈通版1〉（香港）
與咒靈聯手的咒詛師。屠夫打扮的男性，口無遮攔，常說想做一個衣架，為重面春太做了一劍柄外形為手的劍。
蛯名仁次（Ebina Niji）
配音：近藤浩德（日本）；宋克軍（台灣）；李家傑〈通版2〉（香港）
與咒靈聯手的咒詛師。赤裸上半身戴頭套的男性，使用詛咒鎖鏈作戰。在澀谷事件中被冥冥解決掉。
栗坂二良（Awasaka Jirō）
配音：廣田稔（日本）；宋克軍（台灣）；李家傑〈通版2〉（香港）
與咒靈聯手的咒詛師老爺爺。有著和達摩玩具相似的臉，喜歡蹂躪弱者，手段兇殘。在澀谷事件中對戰虎杖與伏黑惠，後被虎杖等人擊敗。
術式「強弱顛倒」
術式發動時，擊中自身的攻擊越強，則越弱；反之越強。
參拜婆（Ogami Baba）
配音：唐澤潤（日本）；楊詩穎（台灣）；周恩恩〈通版2〉（香港）
與咒靈聯手的咒詛師老婆婆。使用能變成死者模樣的降靈術進行暗殺活動，其降靈術可以得到被降靈者的肉體或靈魂的情報。在澀谷事件中，降靈甚爾到孫子的身體上，後被以肉體情報覆蓋孫子靈魂的甚爾殺死。
參拜婆的孫子
配音：綿貫龍之介（日本）；喬資淯（台灣）；何偉誠〈通版2〉（香港）
參拜婆的孫子。參拜婆以孫子為媒介讓甚爾的「肉體情報」降靈在身上，但孫子的靈魂輸給甚爾的肉體反被甚爾覆蓋。

### 其他咒詛師
吉野順平（Yoshino Junpei）
配音：山谷祥生（日本）；鈕凱暘（台灣）；鄧港文〈通版1〉（香港）
里櫻高中二年級男學生。喜歡看電影，高一曾與朋友創立電影研究社，但之後該教室被同校的不良少年占領，由於自己是唯一的反抗者而淪為霸凌目標，社團自然消滅，也跟社員斷聯，高二起便逃學。因右額頭有著被菸蒂燒傷的傷痕而用頭髮遮蓋著。術式為召喚並操縱一水母外形的式神「澱月」，式神的觸手可以分泌出毒，大小和毒的強度皆可以調整，其自身亦可躲進水母以防禦打擊。
能看見真人，在目睹他用能力將霸凌者殺死後而感到崇拜，希望真人能教導自己使用咒術，也如願習得能力，實際被真人視為消磨時間的玩具。曾一度被虎杖勸說成功而對以能力害人有所猶豫，但在知道母親被宿儺的手指吸引過來的咒靈殺害（實際上是被羂索利用，用作試探宿儺和其容器虎杖的實力）後便崩潰，被真人蒙騙，誤以為她是被霸凌者害死而到學校報仇，途中被虎杖阻止並被勸誘去加入咒術高專。但之後被真人當作刺激虎杖的手段而被無為轉變成改造人，被迫跟虎杖戰鬥，最終因靈魂形狀被改變的過於粗暴而休克致死。
術式「澱月」
召喚並操縱水母外形的式神，式神的觸手可以分泌出毒素，自己也能夠躲進式神內以避免攻擊。
伏黑甚爾（Fushiguro Tōji）
配音：子安武人（日本）；張騰（台灣）；李家傑〈通版2〉（香港）
原姓禪院甚爾，伏黑惠的父親，伏黑津美紀的繼父。原禪院家出身，天生沒有咒力，被家族厭惡，入贅伏黑家後改姓伏黑。因為「天與咒縛」的影響使他毫無咒力，以徹底喪失咒力為代價，獲得了遠超凡人的肉體，反而具備對詛咒的抗性。因為咒縛的強化，使甚爾能憑五感觀測詛咒與殘穢。
身為首屈一指的咒具使，甚爾飼有武器庫三級咒靈「醜寶」，能從其口中取出適合的武器使用。擁有至少四項特級咒具，分別是天逆鉾、釋魂刀、遊雲、萬里鎖。「天逆鉾」為最強的殺手鐧，能強制解除發動中的術式；配合能夠無視硬度劈斬靈魂的「釋魂刀」，被業界成為「術師殺手」。
懷玉、玉折篇中接受盤星教委託，開出高額賞金懸賞星漿體天內里子，迫使護衛者五條與夏油數天幾乎不眠不休戒備突襲，待一行人返回學校，心中稍有鬆懈時，配合低級咒靈與咒具天逆鉾先後打倒五條與夏油，用手槍槍殺天內。後與習得反轉術式的五條二度交戰，受虛式「茈」擊穿左側胸腹死亡，死前將伏黑惠託付給對方。
於澀谷因參拜婆術式降靈，憑藉肉體特殊性，以肉體情報覆蓋受降靈者靈魂情報，導致術式暴走，成為將目標選定為強者的殺戮人偶。在禪院小隊與陀艮交戰時亂入，搶走真希的咒具「遊雲」並幾乎憑一己之力祓除陀艮。後憑直覺將伏黑惠選為目標，將其帶離高專眾人並與之短暫交手，聽聞對方表示自己姓氏為「伏黑」後，取回自我意識，笑著以遊雲刺入頭部自盡。
Q
由咒詛師組成的武裝組織，特著是戴著不列塔尼帽、面罩，旨在推翻天元、重整咒術界，僅於五條回憶篇中登場，在拜爾被五條打敗後解散。
拜爾（Bayer）
配音：德本恭敏（日本）；張騰（台灣）；林筠翔〈通版2〉（香港）
Q組織的最強戰力，留長黑髮、粗眉，與五條對戰但敗於對方。
克昆（Kokun）
配音：喜屋武和輝（日本）；宋克軍（台灣）；黃尉斯〈通版2〉（香港）
Q組織的戰鬥人員，與夏油對戰但敗於對方。

## 咒靈和咒物

### 咒靈集團
真人（Mahito）
配音：島崎信長（日本）；喬資淯（台灣）；周良鴻〈通版1〉／杜景煜〈通版2〉（香港）
未被登錄的特級咒靈，源於人類對人的恐懼與憎恨。外型是全身上下有大量縫合線的人型咒靈。
打算共創一個只有詛咒、沒有人類的世界。在即將被七海和虎杖聯手祓除時，學會領域展開，將七海單獨關入領域，即將殺死七海之際，被闖入領域的虎杖體內宿儺重創。在澀谷事件中殺死七海，後遇上虎杖並展開戰鬥，期間成功使出黑閃，更效仿五條使出0.2秒的領域展開遠程破壞東堂的左手，使其無法發動術式，並且領悟自身靈魂的本質，將自身無為轉變成遍殺即靈體，被虎杖以黑閃擊敗，最後被羂索連同術式「無為轉變」一同吸收。
其靈魂殘存意識在漫畫最終話和宿儺交談，面對宿儺闡述的感悟和心態的轉變感到詫異不滿，同時為自己顯得層次較低階感到氣憤不平。
術式「無為轉變」
可藉由碰觸改變的他人靈魂型態，由於肉體型態受到靈魂牽引，因此他能將人的身體自由變形，而變形無論大小，都不會影響原本物體的質量，但與重量無關，重量會隨著大小增長，且無視一般狀況下的咒力防禦，可說只要被他接觸到就是必殺（虎杖除外），只有一級咒術師級別能做到以咒力覆蓋靈魂才能抵禦，但效果不長；同時也能維持自己的靈魂型態，甚至做到治療、肉體再生、加速等多重效果。該咒術的主軸本質是靈魂攻擊，除了將他人變形咒殺外，還可利用變形過後的人類當成彈丸般射出，因不影響質量而比一般的子彈密度更高，有更恐怖的殺傷性。
領域展開「自閉圓頓裹」
真人在激戰中臨時習得的領域，內部由眾多手組成，使領域內的敵人處在無為轉變的可施展範圍，特點是內部十分堅固，被困入時幾乎沒有可能逃脱，但相對地外部十分脆弱，在吉野順平事件中就曾經被虎杖徒手從外部撃破。
漏瑚（Jōgo）
配音：千葉繁（日本）；梁興昌（台灣）；黃志明〈通版1、通版2〉（香港）
未被登錄的特級咒靈，源於大地，咒術「火礫山」主要是火焰攻擊。能與人溝通，頭頂是火山形且獨眼，個性暴躁易怒且單純。認為人類是由謊言形成的贗品，呈現在表面的正面感情或一定都有背景；負面感情如憎恨和殺意都是一成不假的真實，從此誕生的詛咒才是純粹的「人類」。
以加入為條件與宿儺對戰，在虎杖加入高專後不久，伏擊五條悟時險被其祓除，被花御救出。在澀谷事件中將直毘人、真希、七海等人重傷擊敗，後讓昏迷中的虎杖吞下10根宿儺手指，宿儺出現後企圖拉攏宿儺不果並其展開戰鬥，即使使出極之番—隕，也無法打倒宿儺，後被其殺死，死前聽見宿儺說自己實力很強而流下了眼淚。
領域展開「蓋棺鐵圍山」
內部是火山內部的地形與岩漿的樣貌，實力較弱的咒術師在一進入領域後即化成灰。可以隨意改變地形來進行攻擊，岩漿也不例外。
花御（Hanami）
配音：田中敦子（日本）；楊詩穎（台灣）；王綺婷〈通版1、通版2〉（香港）
未被登錄的特級咒靈，由人類對森林的憎惡、恐懼中產生，咒術主要是植物攻擊，被比喻為「咒靈中的精靈」。說著不明的語言（在動畫中則是將聲優配的語句倒放），但是聲音傳進腦中卻能讓人了解意思，與漏瑚相比較為冷靜。喜歡新鮮的空氣，認為自然與人類無法共存，為了守護地球萬物，想要讓人類消失。
在京都姐妹校交流會時襲擊學生，最後與虎杖與東堂對抗，在花御決定領域展開時，五條將包裹團體戰場地的帳打破，準備撤退時被五條的虛式「芘」擊中，左半側身體幾乎都被擊碎，撤退成功後被趕來的真人接走。在澀谷事件中被五條悟以無下限咒術祓除。
領域展開「朵頤光海」
具體能力未知，在故事中未使用過，僅於公式書公布領域名字。
陀艮（Dagon）
配音：三宅健太、遠藤綾〈咒胎〉（日本）；張騰、楊詩穎〈咒胎〉（台灣）
未被登錄的特級咒靈，源於海洋，咒術主要是水流攻擊。全身紅色如水母般圓胖，並用雨衣遮掩全身，個性似乎極害羞而幾乎沒有講話。
在澀谷事件中和直毘人、真希、七海等人交戰，因感知到花御的死亡而從咒胎蛻變成完全體，並開啟領域將三人包圍，在伏黑惠闖入領域後，同時展開領域互相對抗，後被亂入領域內的伏黑甚爾以遊雲祓除。
領域展開「蕩蘊平線」
內部為陽光海灘的樣貌，陀艮能從水中召喚出魚類式神攻擊（術式解放"死累累湧軍"）。假夏油(羂索)及真人等人休憩的海灘即是蕩薀平線內部。

### 咒胎九相圖
150年前，在最兇惡咒術師加茂憲倫的操弄下，擁有特殊體質的人類與咒靈誕下的九個死胎。兄弟之間有著強烈的羈絆與感情，全員都能使用與血液有關的術式。而後剩餘的九相圖被虎杖攝入來對抗宿儺。
脹相（Chōsō）
配音：浪川大輔（日本）；李世揚（台灣）；麥皓豐〈通版1〉／陳漢祺〈通版2〉（香港）
特級咒物「咒胎九相圖（1號）」受肉而成，三兄弟中的大哥。頭髮兩側有綁，外表陰沈的男子，因為兄弟的血緣羈絆而能感知弟弟死亡。血液具有毒性。
由於弟弟被虎杖殺死，因此相當憎恨他。雖成功在澀谷車站中打敗虎杖，但自身記憶出現混亂讓他無法痛下殺手。在正式將虎杖也視為他的弟弟後與利用自己的假夏油和其協力者裏梅交戰。澀谷事變後與虎杖共同行動祓除咒靈。在直哉與乙骨接連出現後與直哉交戰，在將其擊倒之際遭到乙骨從身後突襲而暈倒。之後與眾人前往薨星宮尋求天元幫助。和虎杖等人分別後與九十九共同擔任天元的護衛。在新宿決戰面對宿儺的「竈」，為了保護虎杖而焚燒身亡。
術式「赤血操術」
與加茂家的赤血操術相同，具有操縱自身血液與血液附著物的能力。由於脹相是咒胎的緣故，只要咒力不斷就能無限恢復，所以不會有失血而亡的危險。
壞相（Esō）
配音：檜山修之（日本）；宋克軍（台灣）；李震權〈通版1〉（香港）
特級咒物「咒胎九相圖（2號）」受肉而成，三兄弟中的二哥。留著莫霍克髮型、穿著女性性感內衣的男子。背上有另一張臉，不喜歡讓人發現，因此會殺掉看到他背後的人。血液具有腐蝕性，同時也是和兄弟共同使用咒術的標記。
術式「蝕爛腐術」
操縱著自身具有毒性的血液，能夠腐蝕接觸到的物體。如果是人類碰到的話，在未覆蓋至全身下不會因此死亡，但會造成劇烈的疼痛感。
血塗（Kechizu）
配音：山口勝平（日本）；喬資淯（台灣）；關承軒〈通版1〉（香港）
特級咒物「咒胎九相圖（3號）」受肉而成，三兄弟中的三弟。三兄弟中唯一不是人類外型，人臉下還有一張巨大的嘴巴。血液本身不具有殺傷力，只是兄弟共同使用咒術的標記。

### 其他特級咒靈
祈本里香（Orimoto Rika）
配音：花澤香菜（日本）；穆宣名（台灣）；鄭家蕙〈通版1〉（香港）
在前傳「東京都立咒術高等專門學校」登場。特級過咒怨靈，又稱「詛咒女王」。
生前是乙骨憂太的青梅竹馬，小時候和乙骨互相喜歡並許下了長大後要結婚的諾言，但不久便在乙骨面前被貨車撞死。因為乙骨拒絕接受其死亡的事實，而強行留下導致其靈魂產生詛咒而變為特級過怨咒靈，在「百鬼夜行」事件後被解放成佛。
化身玉藻前（Keshin Tamamonomae）
在前傳「東京都立咒術高等專門學校」登場。特級假想咒靈，夏油持有的咒靈之一。
少年院特級咒靈
配音：佐藤節二（日本）；喬資淯（台灣）
在少年院上空出現的咒胎，因吸收了宿儺的手指演化成的特級咒靈，因虎杖吞食了手指產生共鳴而覺醒，可在少年院中展開未完成的領域，輕易壓制當時的虎杖和伏黑，因沒有智慧而攻擊了被解放的宿儺而被其袚除並將手指回收攝入。
八十八橋特級咒靈
配音：關口雄吾（日本）
在八十八橋下潛伏的咒靈，因吸收了宿儺的手指演化成的特級咒靈，會對入夜後在橋下跨過川流的人作記認並視為目標，因虎杖吞食了手指產生共鳴而覺醒，開始活動並咒殺目標。被伏黑形容為比少年院的咒靈強上幾級的存在，被伏黑以領域和玉犬（渾）袚除。
虹龍
在「懷玉・玉折篇」登場。夏油傑持有的特級咒靈之一，能夠在天上飛翔，為夏油在學生時期時所持有咒靈中硬度最強大的。後被甚爾以釋魂刀祓除。
疱瘡神（ほうそうがみ）
配音：村井雄治（日本）；李世揚（台灣）
在「澀谷事變篇」登場。特級特定疾病咒靈，會施展領域，咒術分為三個階段，第一階段用棺材關住目標，第二階段用墓石壓住目標，第三階段倒數三秒後目標將會罹患疾病死亡。與冥冥交戰後被其祓除。

### 其他咒靈
蠅頭（Yōtō）
配音：福西勝也（日本）
最為常見的咒靈，是連四級都不到的低級咒靈。會依附在人身上，令宿主容易疲倦精神不振。
收納咒靈
配音：澀谷彩乃（日本）
在前傳「東京都立咒術高等專門學校」、「懷玉・玉折篇」登場。可以藉由吞下以存放、吐出以取出物品的咒靈。原主人為甚爾，後為夏油。
裂口女
配音：木曾寬子（日本）；楊詩穎（台灣）
在「懷玉・玉折篇」登場。夏油傑持有的假想咒靈之一。會使用互相強制不侵犯的簡易領域，術式為用咒力具現化形成的巨大剪刀。對甚爾詢問其是否美麗，被甚爾嫌棄不是他喜歡的類型。
蝗GUY
配音：鹿糠光明（日本）
在「澀谷事變篇」登場。與假夏油合作的咒靈，和虎杖戰鬥被祓除。

## 一般人

### 家人相關
虎杖倭助（Itadori Wasuke）
配音：千葉繁（日本）；周學禮（台灣）；何偉誠〈通版1〉（香港）
悠仁的爺爺，於故事開頭去世。因為悠仁很強，所以希望他能夠至少在眾人的擁護下死去。
虎杖仁（Itadori Jin）
悠仁的父親，帶著眼鏡的短髮男性。宿儺雙胞胎弟弟的轉世。很想要一個孩子，就算妻子香織已經去世了也仍然愛著遭羂索奪捨的她。
虎杖香織（Itadori Kaori）
悠仁的母親，額頭上有著縫合疤的短髮女性。羂索的上一任宿主。術式「反重力機構」。
伏黑惠的母親
配音：名塚佳織（日本）；張乃文（台灣）
惠的生母，姓名未知。甚爾的第一任妻子。甚爾在她的影響下，在禪院家養成的不良、與社會脱節的性格變得圓滑穩健了一些，但在惠出生後不久便去世，導致甚爾又變回以前的樣子。
伏黑津美紀（Fushiguro Tsumiki）
配音：早見沙織（日本）；張乃文（台灣）；王綺婷〈通版1〉（香港）
惠的義姐，性格溫柔善良，是典型的善人代表，很關心惠。沒有任何術式，受到羂索的咒力衝擊而昏迷一年多。甦醒後被捲入死滅迴游當中，看似是覺醒泳者，實際上是作為容器被名為萬的千年術師寄宿，本人意識恐被擊沉。之後被宿儺殺害。新宿決戰過後，由硝子協助修復遺體，安葬於伏黑家的家族墳墓。
憂憂（Uiui）
配音：三瓶由布子（日本）；楊詩穎（台灣）
冥冥的弟弟，相當迷戀冥冥。
未知術式
已知與傳送有關，發動範圍極廣，可以輕易從日本移動至馬來西亞，甚至能將人與人的靈魂互換。

### 好友相關
佐佐木（Sasaki）
配音：伊瀨茉莉也（日本）；連思宇（台灣）
杉澤第三高校二年級女學生，靈異現象學會社長，悠仁的朋友，喜好研究靈異現象。故事開始時在深夜解開宿儺手指的封印時差點被吸引過來的咒靈吞噬，千鈞一髮之際被悠仁解救，事後悠仁於轉學到東京咒術高專前有來與她告別。
井口（Iguchi）
配音：鷲見昂大（日本）；梁興昌（台灣）
杉澤第三高校二年級男學生，靈異現象學會社員，悠仁的朋友。
小澤優子（Ozawa Yūko）
配音：愛美（日本）；張乃文（台灣）；陳子瑩〈通版2〉（香港）
悠仁國中時的同學，暗戀著悠仁，國中時身材很胖，但現在則變成身材均勻的短髮少女。芥見下下在加筆篇章「尾聲 小澤優子」補述優子因為外祖母搬往養老院生活，在仙台整理外祖母的物件時和悠仁重逢交流近況。
沙織（Saori-chan）
配音：末柄里惠（日本）；張乃文（台灣）
釘崎的兒時好友兼鄰居，在釘崎小時候搬走，現在在一間普通公司工作，心裡仍然想念釘崎。
芙美（Fumi）
配音：葵梓（日本）
釘崎的兒時好友，釘崎常到她家玩電玩。

### 星漿體相關
天內理子（Amanai Riko）
配音：永瀨安奈（日本）；李昀晴（台灣）；余倩盈〈通版2〉（香港）
2006年時就讀廉直女子學院中等部二年級（14歲）。年幼時發生車禍，因此沒有家人，監護人為女僕黑井美里。從小就被他人稱為「星漿體」，一直避開危險，被詛咒師集團『Q』和盤星教追殺，咒術高專派出五條與夏油進行理子的護衛任務。為了和天元同化的那一天到來，雖然表面上不在意與天元同化，認為再怎麼難過，總有一天悲傷和寂寞都會消失，但是內心依舊想和大家一起。在同化前的最後一刻因為夏油的話而改變心意，打算和夏油一起返回大家身邊時，被伏黑甚爾開槍射穿頭部身亡。
黑井美里（Kuroi Misato）
配音：清水理沙（日本）；楊詩穎（台灣）
負責照顧身為星漿體的天內理子，當時已經31歲卻常常被誤認為學生，擅長玩馬力歐賽車。

### 盤星教相關
孔時雨（Gong Siwoo）
配音：安元洋貴（日本）；宋克軍（台灣）；鄧燦陽〈通版2〉（香港）
韓國人，盤星教成員，過去曾擔任刑警，亦間中會當詛咒師中介人。與伏黑甚爾尚未入贅伏黑家前就已相識。在甚爾死後，接受夏油的委託，替他招集來盤星教的幹部們。
園田茂（Sonoda Shigeru）
配音：咲野俊介（日本）；李世揚（台灣）；何偉誠〈通版2〉（香港）
盤星教代表理事。以3000萬日幣暗中懸賞星漿體的性命，並爽快地將賞金交付給將星漿體遺體帶來的伏黑甚爾。最終被夏油殺死，也被夏油奪取盤星教的一切。

### 其他
高田延子（Takada Nobuko）
配音：黑澤朋世（日本）；張乃文（台灣）；李詩婷〈通版1〉（香港）
東堂喜歡的高個子偶像，身高達到180cm，通稱「小高田」。
吉野凪（Yoshino Nagi）
配音：野田順子（日本）；張乃文（台灣）
順平的母親，與初次見面的悠仁很投緣。對兒子的感情很深，也理解他逃學的心態未多加追問。後被宿儺的手指吸引過來的大量咒靈所殺害。

## 死滅迴游泳者

### 東京第1結界
在此結界的泳者還有：虎杖悠仁、伏黑惠、伏黑津美紀。
來栖華（Kurusu Hana）
死滅迴游的泳者之一。留著波波頭的女孩。性格平易近人也會對年長者用敬語。擁有「消滅/無效化一切的術式」，包含封印在內的結界術也不例外，因此可自由進出結界。要進行消滅便需要找出源頭，基於條件只能靠自己和來栖去發掘，因此不便帶上多人同時出進出結界。
兒時曾經被伏黑所救，而稱其為命運之人，單戀他到現在。原本在東京第2結界，因為海之類的緣故，咒靈的數量比泳者還多，後來便移動至東京第1結界避難。在伏黑暈倒時從天而降拯救了他。後來與尋找伏黑行蹤的悠仁和高羽相遇，後一同在酒店休息。
千年術師「天使」寄宿於其體內，目的是肅清所有受肉泳者，認為這違反信條（會剝奪容器意識），因此他採取與來栖共存的手段。在那之中僅有名為「墮天」（宿儺）的泳者是不計手段也想殺掉的存在。新宿決戰後成為眾多倖存者之一。
未知術式
已知效果為消滅其他術式。招式「邪去悔之梯」更能淨化沾染邪惡之物。
日車寬見（Higuruma Hiromi）
死滅迴游的泳者之一。穿著西裝的男子。律師，時常接一些吃力不討好的案子。不受輿論影響，只想睜大雙眼以尋求隱藏在這些案件背後的真相。
相信嫌疑犯大江不是殺人者，但在他被判處無期徒刑後深刻體會到這個案子打從一開始就決定要判有罪，接著便在極度的不甘與憤怒下初次顯現出術式。
在死滅迴游中，與虎杖交戰並對其展開領域，在二審中，因審判者提交的證據明知當時虎杖是遭宿儺控制，卻毫不猶豫地承認其在澀谷犯下屠殺罪行驚愕不已，重拾為弱者辯護的初衷，停止與虎杖交戰，並致力于協助虎杖等人終止死滅迴游。
繼鹿紫雲後出手對抗宿儺，展開領域完成對虎杖的第三次審判，並將宿儺確立為大量殺人案真兇，成功對其判予「死刑」與「沒收刑」，卻因「沒收」優先對咒具發揮作用，而沒能限制宿儺使用術式。於戰鬥中被迫習得反轉術式，咒術的使用水準更獲得宿儺的高度讚賞，最終仍不敵戰敗昏迷。在漫畫269話新宿決戰結束後確認生還。新宿決戰後成為眾多倖存者之一。
未知術式
術式本身即帶有領域的編程，因此無須設定結界條件即可展開領域。效果為召喚戴著面具，全身包裹著黑布，雙眼皆被縫上，外形像天平的式神「審判者」。雖然可以單獨進行召喚，但其具體能力需搭配領域「誅伏賜死」來使用。此外，日車已習得反轉術式與領域展延，且能讓原先發動的術式效果保持中斷而非直接解除。此技已無限接近宿儺使用術式的水準。
領域展開「誅伏賜死」
內部是法庭的樣貌。屬於「必中」的領域，在領域中雙方都被「禁止一切暴力行為」規則約束。
領域效果開始後審判者將「了解」領域內所有人的一切，並據此起訴對手，此時日車不與審判者共享前述情報，但獲得審判者提交之證據；對手則應以「沉默」、「坦白」或「否認」以對控訴內容爭取無罪判決，日車與對手各有一次陳述機會，隨後審判者將依六法做出審判。被宣判有罪的對象若不認罪，最多可向日車提出兩次重審，此時雙方將重返領域，從起訴階段再次來過。日車本人則可主動發起對同一罪名的再審，將第三人即真兇拖入領域中審判。
審判者欲起訴的罪名術師本人無法選擇，由對手曾犯過的罪案隨機挑選，一次審判一條罪狀，而不考慮法律競合的概念。另外，對於法律追訴期等判定尚均未知，日車也僅能提出「審判者的法律見解會與自己相同」的推斷。
已知隨有罪宣告做出的懲罰有「沒收」及「死刑」。沒收宣告將禁用對手的攻擊手段，優先級為咒具、術式、咒力。審判者最重的刑罰為「附加沒收的死刑」，除前者外，還會給予日車「處刑人之劍」，被劍砍中的對象毫無例外都會死去，且審判者能夠辨別、並在「處刑人之劍」擊中擁有複數靈魂的受肉體時，斬殺死刑對象的靈魂，此特性被日車用於奪回伏黑的計畫。此外日車也可以自行選擇解除術式，使死刑判決無效化。
高羽史彥（Takaba Fumihiko）
死滅迴游的泳者之一。穿著半裸超人制服的男人。說話不好笑的搞笑藝人，在覺醒術式之後，選擇以搞笑英雄的身分幫助他人而展開行動。
在伏黑與雷吉和黃櫨交戰時闖入戰場，替其承受黃櫨的爆炸，鄙視他們的圍毆行為。抱持遇到敵人也不會從其身上奪走其笑容（殺人）的原則，與黃櫨交戰，因雷吉戰敗中斷。後與眾人見證五條與宿儺的對決，並在五條戰敗後出面與羂索展開戰鬥，過程中一度因羂索的挑撥失去信心，後重拾搞笑的初衷憑藉術式佔盡上風，成功剝奪羂索對外部咒力強弱的感知力，配合乙骨將其斬首。之後應由乙骨將其帶離結界。新宿決戰後成為眾多倖存者之一，與有著羂索(夏油傑)外型相似的搭擋持續活躍在搞笑演藝界。
術式「超人」
只要自己深信能打中觀眾的笑點，該橋段便會實現，是足以對抗五條的術式（但本人不知情），也可以將對方的想像也一併具象化。即便遭受致死量的爆炸，事後也宛如輕傷。還曾將吐槽紙扇作為彈開黃櫨爆炸的用具。
甘井凛（Amai Rin）
死滅迴游的泳者之一。曾經協助虎杖找到日車。現與新田新在咒術高専擔任醫療班。
未知術式
能將自己體內的糖份以某種形式呈現，反之則會有頭暈、低血糖的感覺。
羽生
死滅迴游的泳者之一。
羽場
死滅迴游的泳者之一。
麗美
死滅迴游的泳者之一。
雷吉·史達（Reggie Star）
死滅迴游的泳者之一。受肉體，將發票做成衣服穿在身上的男人。認識天元，稱他為繭居族（家裡蹲）。聲稱自己只是來看熱鬧而與羂索交易，認為這麼做會很有趣。精通體術與強化術，配合咒力足以扛起數噸重的物體。與伏黑交戰一度佔上風，後被其刻意隱瞞的殺招「玉犬」撕裂軀體，死前將分數全部轉讓給伏黑，並留下要其要被命運玩弄，成為小丑死去的詛咒。
術式「再契象」
可重現契約內容。在現代可憑藉發票具現菜刀、卡車甚至一整棟房子。具現出的物體視為式神，可執行一定程度的命令。收據上印刷的字跡就算濕透，也不會立刻消失。只要字跡仍在，就可以用「再契象」重現，但會無法滿足「用咒力燒盡契約書」的條件。
奧義「彌虛葛籠」
「新陰流•簡易領域」的原型，能夠中和領域並且消除領域中的必中效果。
黃櫨折（Hazenoki Iori）
死滅迴游的泳者之一。受肉體，身穿吊帶褲的男子，與雷吉是好友。遭羂索以複數咒靈刺穿頸部阻止反轉術式生效後殺害。
未知術式
可將部分身體，如牙齒、眼球等部位拋出變成炸彈，殘缺的部位可經由反轉術式回復。
針千鈞（Hari Chiduru）
死滅迴游的泳者之一。

### 東京第2結界
在此結界的泳者還有：秤金次、貓熊、西宮桃。
鹿紫雲一（Kashimo Hajime）
江戶時代的咒術師，因死前與羂索簽訂契約，在「死滅迴游」開始後復活並參賽。兩邊綁著包包頭的長髮男性，一生都在找尋著比自己強的咒術師，並期望能與宿儺交手的戰鬥狂。
武器為一把金箍棒，戰鬥時不輕易使用術式，而是使用自己與雷電同性質的咒力戰鬥，憑藉將咒力的電荷分離、阻斷後釋出引發必中的雷擊，威力之大能輕易撕裂對手的軀體，亦能搭配金箍棒擴展雷擊範圍靈活戰鬥；稱號「雷神」。
在死滅洄遊中擊殺40多名參賽者率先得到200分，並追加規則：「公開全泳者的資訊」。在即將殺死貓熊時被秤打斷並與其交戰，後與秤達成交易成為伙伴。
於五條戰敗後出面對抗宿儺，解放術式「幻獸琥珀」改造自身，以肉體崩壞為代價獲得超越人類的力量，最終仍不敵戰死，彌留之際獲得宿儺關於「強者如何憐愛他人」的答覆。
術式「幻獸琥珀」
對肉體進行的改造，為的是可以把咒力變化成的種種現象化為現實。在腦內電信號的活性作用下，敏捷性大幅提升，實現與物質固有振動頻率最優化、同調的音波，以及將照射之物蒸發的電磁波，將這一切化為現實。此時的身體完全超越人類的領域。
夏露·貝納
死滅迴游的泳者之一。左半邊留著瀏海，身著大衣的男子。父母皆為法國人，但在日本土生土長，因此日語流利。立志當漫畫家，對其有極高的熱誠且自視甚高，只要被批評到一定程度內心就會受傷並反擊。與秤交戰後並落敗，之後觀看新宿決戰的直播。
未知術式
可透過G戰杖（畫筆）劃傷敵人，沾上該人的血（墨水）後便可在對方身上留下如漫畫分鏡般的格子，並看到他的未來（一格為一秒），格子安插的越多便能看得越遠。但因為無法看到視野外的未來，所以被秤以從視線死角的方式攻擊而落敗。

### 仙台結界
在此結界的泳者還有：乙骨憂太、三輪霞。
杜魯夫·拉克達瓦拉（Dhruv Lakdawala）
仙台結界的四大強者之一。外表為半裸的老爺爺。第二次受肉，在倭國大亂時獨自鎮壓群島的元老，登場時就已被乙骨斬殺（術式也遭模仿）。
擁有兩種自立型式神，式神走過的軌跡可以當做領域使用。式神皆身形巨大，因此攻擊範圍廣闊，被標記過的對象會遭受來自他們的必中攻擊。
石流龍（Ishigoori Ryū）
仙台結界的四大強者之一。留有飛機頭，身穿毛領大衣的男人。擁有泳者中最強的咒力輸出，能夠讓頭上的飛機頭發射強力衝擊波，戰鬥方式簡單粗暴。與乙骨一戰後表示已吃飽。以過甜來評價宿儺的氣場（不認識），仍抵不住好奇心而前去查看，曾依靠肉體硬度挺過一次斬擊，最終頭部被宿儺切成三段而死。
術式「格蘭尼達衝擊波」(另有兩種說法1.咒力放出 2.攻擊輸出最大化)
即便不使用術式也能達到同等程度的威力。在領域展開之後，威力會有一定程度的削弱（但仍有足以對咒靈黑沐死造成重創的威力）。
烏鷺亨子（Uro Takako）
仙台結界的四大強者之一。前任藤氏直屬暗殺部隊、日月星進隊隊長。外表是幾近裸體狀態的女子，平時透過術式讓空間遮蓋住身體局部，並將頭髮往上飄擺。
術式「宇守羅彈」
能夠將空間像是布幕一樣拉扯，被其碰到的身體部位還會製造如鏡頭變形失真般的效果，也能將攻擊包覆並將其反彈，戰鬥方式多變。
黑沐死（Kurourushi）
仙台結界的四大強者之一。已登錄的特級咒靈，源於人類對蟑螂的恐懼與憎恨。能透過進食來繁殖更多的蟑螂。持有特殊咒具「爛生刀」，為生與死交雜的魔劍，正面的六個洞孔可以將蟲卵發射進對象身體裡，蟲型咒靈便會從傷口處孵化並將其啃食。目前脫離羂索咒靈操術的控制，因能力被杜魯夫剋制，而將「他的生存」設定為休眠條件，在杜魯夫死後解除休眠模式，飢餓狀態下將妨礙自己進食的乙骨視為威脅，最終被其用反轉術式祓除，休眠期產下的小孩後遭乙骨祓除。
術式「 土虫蠕定 」
召喚出兩隻背上有著昆蟲翅膀的式神，能夠繁殖並且釋放大量蟲型咒靈作為攻擊手段。
萬（Yorozu）
受肉在津美紀身上，特意以她的面貌活動。單方面迷戀宿儺的狂熱女人。利用從伏黑惠那得到的100分（原為脫離死滅所需分數）並追加：「結界之間自由出入」，後與受肉在惠身上的宿儺交戰，在交戰期間，對於宿儺只使用受肉體的術式（十種影法術），而不是使用本身的術式（御廚子）而感到疑惑，最終敗給宿儺，被宿儺用惠的術式殺害。
術式「構築術式」
以自身咒力為基礎，從零開始構建物質。生成的物質在術式結束後也不會消失。萬本身擁有不下於平安時代強者的咒力總量與輸出，經過鍛鍊的術式幾乎可以再現萬所知、除特殊咒具外的所有物質。
領域展開「三重疾苦」
挪用肉體裝甲與液態金屬構築理應不可能實現的「真球」，再張開領域賦予「真球」必中效果，因「真球」與其他物質接觸面積為零，可生成無限大的壓力，亦即無法碰觸的、完美的球體。

### 櫻島結界
在此結界的泳者還有：加茂憲紀、禪院真希（非泳者）、禪院直哉（咒靈）。
大道鋼（Daidō Hagane）
穿著和服，視刀如魂的老人，是無名劍豪天下無雙的受肉體。看似無害，但在握住刀後便可在一瞬間展現絕對的殺氣，震攝旁人。在泳者中是不使用咒力，只使用劍術的特例。在與咒靈直哉的戰鬥途中闖入。雖然看不到作為咒靈的直哉（本人稱作是妖怪），但能夠憑藉感知的方式，讓自己也如同「看」得到般作出反應，並將直哉砍傷。此話令真希思考與甚爾間的差異。遭直哉領域重創而失去左手，後從中脫困。
三代六十四（Miyo Rokujūshi）
頭戴碟子，只穿著兜檔布的年輕男子，狂熱的相撲愛好者。在與咒靈直哉的戰鬥途中闖入，之後施展土俵領域並向真希發出邀請。在與真希比試一場就看出她思緒無法集中，之後繼續以相撲的方式向她傳達大道話語的涵義，並提點只要用心就可感受到所有的一切，勝負與肉體皆失去意義，如同自由。遭直哉領域重創而昏倒，後從中脫困。